# Список іншомовних письменників, народжених в Україні/Російськомовні
Цей список є підсторінкою Списку іншомовних письменників, народжених в Україні (виокремлений через надто великий обсяг, а також із міркувань зручності). Всі пояснення, а також перелік скорочень наведені в головному списку.
Письменники, що писали ще й іншими мовами, крім російської, увійшли в обидва (за винятком тих, в яких є й україномовні, й російськомовні твори: для них буде список окремий). З огляду на це четвертий стовпчик у таблиці залишається (як і в головному списку), бо іноді в ньому з'являтиметься не тільки російська мова.

## А
| Ім'я                                          | Ім'я рідною мовою                            | Місце народження                                                                   | Мова   | Джерела               | Додаткова інформація |
| А                                             |                                              |                                                                                    |        |                       | |
| Олександр Авдєєнко                            | Александр Остапович Авдеенко                 | Макіївка                                                                           | (рос.) | КЛЭ, фах. дж.         | 1908-1996; прозаїк (також драматург і кіносценарист) із бурхливою творчою біографією: його дебют привітали на найвищому рівні, але вже через кілька років він був виключений з компартії та Спілки письменників; воював, потім писав пригодницькі романи (популярні в глухі сорокові-п'ятдесяті роки), згодом був майже забутий читачами, але наприкінці життя знов привернув до себе увагу відвертими спогадами «Відлучення» (1989) та «Кара без злочину» (1991) |
| Аркадій Аверченко                             | Аркадий Тимофеевич Аверченко                 | Севастополь                                                                        | (рос.) | УЛЕ, КЛЭ              | 1881-1925; надзвичайно популярний гуморист та сатирик |
| Ілля Авраменко                                | Илья Корнильевич Авраменко                   | село Володькова Дівиця Носівського району Чернігівської області                    | (рос.) | КЛЭ                   | 1907-1973; поет; його вірші присвячено переважно місту Ленінграду |
| Володимир Аврущенко                           | Владимир Израилевич Аврущенко                | Ямпіль, тепер Сумської області                                                     | (рос.) | УЛЕ, КЛЭ              | 1908-1941; комсомольський поет; на війні потрапив до німецького полону, був жорстоко закатований: прив'язаний за ноги до двох танків та розірваний живцем |
| Анатолій Аграновський                         | Анатолий Абрамович Аграновский               | Харків                                                                             | (рос.) | КЛЭ, фах. дж.         | 1922-1984; публіцист, один з провідних журналістів пізньорадянської доби, автор понад двадцяти книжок; за деякими чутками, саме він написав спогади Брежнєва |
| Г. Адамов (Григорій Борисович Ґібс)           | Г. Адамов (Григорий Борисович Гибс)          | Херсон                                                                             | (рос.) | УЛЕ, КЛЭ              | 1886-1945; автор «Таємниці двох океанів» — одного з найпопулярніших радянських пригодницьких романів до періоду «відлиги» |
| Всеволод Азаров                               | Всеволод Борисович Азаров                    | Одеса                                                                              | (рос.) | КЛЭ                   | 1913-1990; поет і перекладач (з української та естонської) |
| Раїса Азарх                                   | Раиса Моисеевна Азарх                        | Щербинівка Катеринославської губернії, тепер Дзержинськ Донецької області          | (рос.) | КЛЭ, фах. дж.         | 1897-1971; прозаїкиня, мемуаристка; учасниця Громадянської війни в Росії та Іспанії, а також Другої світової (включаючи фінську); сприяла виданню творів Миколи Хвильового |
| Давид Айзман                                  | Давид Яковлевич Айзман                       | Миколаїв                                                                           | (рос.) | КЛЭ, КЕЭ              | 1869-1922; прозаїк і драматург; серед його спадщини є й твори в дусі суворого критичного реалізму, і символістично-модерністські; частині їх притаманний гострий сюжет; майстер діалогу; у стилістиці зображення єврейського середовища був попередником Семена Юшкевича та Ісака Бабеля |
| Юлій Айхенвальд                               | Юлий Исаевич Айхенвальд                      | Балта, тепер Одеської області                                                      | (рос.) | КЛЭ, РП, РЗ, фах. дж. | 1872-1928; критик і перекладач; визначався витонченістю аналізу; за те, що публічно висловився проти розстрілу Миколи Гумільова, був висланий більшовиками за кордон, де загинув під колесами трамвая |
| Іван Аксьонов                                 | Иван Александрович Аксёнов                   | Путивль, нині Сумської області                                                     | (рос.) | КЛЭ, РП               | 1884-1935; поет (його творчість лежала в річищі футуризму), перекладач, віршознавець, літературний критик |
| Марко Алданов (Марко Олександрович Ландау)    | Марк Алданов (Марк Александрович Ландау)     | Київ                                                                               | (рос.) | РЗ, КЛЭ               | 1886-1957; видатний автор історичних романів та повістей; хімік |
| Михайло Алексєєв                              | Михаил Павлович Алексеев                     | Київ                                                                               | (рос.) | КЛЭ                   | 1896-1981; літературознавець, академік; спеціалізувався на міжлітературних зв'язках, отже, має подвійне відношення до цього списку |
| Сергій Алексєєв                               | Сергей Петрович Алексеев                     | село Плисків, нині Погребищенського району Вінницької області                      | (рос.) | КЛЭ                   | 1922-2008; прозаїк, лауреат держпремії, також автор підручника з історії СРСР для початкової школи |
| Сергій Алимов                                 | Сергей Яковлевич Алымов                      | Славгород, тепер Краснопільського району Сумської області                          | (рос.) | РЗ, СПРЗ, КЛЭ         | 1892-1948; автор текстів популярних радянських пісень «Вася-Василёк», «Любимый Сталин», «Песня о Блюхере», «Песня 5-й дивизии» («Утикают с Приднепровья польские уланы, только ходят веерами конские хвосты…») та ін. |
| Маргарита Алігер                              | Маргарита Иосифовна Алигер                   | Одеса                                                                              | (рос.) | УЛЕ, КЛЭ, КЕЭ         | 1915-1992; радянська поетка; перекладала з української, а також з азербайджанської, узбецької тощо |
| Ал. Алтаєв (Маргарита Володимирівна Ямщикова) | Ал. Алтаев (Маргарита Владимировна Ямщикова) | Київ                                                                               | (рос.) | УЛЕ, РП, КЛЭ          | 1872-1959; прозаїкиня; писала переважно для дітей, авторка багатьох гостросюжетних творів, значною мірою — на історичну тематику |
| Василь Анастасевич                            | Василий Григорьевич Анастасевич              | Київ                                                                               | (рос.) | УЛЕ, РП, КЛЭ          | 1775-1845; бібліограф, історик, перекладач, один з найкращих знавців російської книжки; абсольвент Київської духовної академії |
| Юрій Андрєєв                                  | Юрий Андреевич Андреев                       | Дніпропетровськ                                                                    | (рос.) | УЛЕ, КЛЭ              | 1930; головний редактор фундаментальної книжкової серії «Библиотека поэта» |
| Сергій Андрєєвський                           | Сергей Аркадьевич Андреевский                | Олександрівка колишньої Катеринославської губернії                                 | (рос.) | КЛЭ, РП               | 1848-1919; поет і критик; за фахом криміналіст |
| Юлій Анненков                                 | Юлий Лазаревич Анненков                      | Вінниця                                                                            | (рос.) | КЛЭ                   | 1919-2008; прозаїк і драматург; автор белетризованих біографій великих людей, романів про Другу світову війну, лібретто оперет |
| Максим Антонович                              | Максим Алексеевич Антонович                  | Білопілля, тепер Сумської області                                                  | (рос.) | КЛЭ                   | 1835-1918; літературний критик і публіцист; його вважають українським діячем, але писав він все ж російською |
| Микола Анциферов                              | Николай Павлович Анциферов                   | Софіївка, зараз у межах міста Умані                                                | (рос.) | КЛЭ                   | 1889-1958; літературознавець; багато займався літературним минулим міст Москви та Петрограда |
| Соломон Апт                                   | Соломон Константинович Апт                   | Харків                                                                             | (рос.) | КЛЭ, фах. дж.         | 1921-2010; надзвичайно визначний перекладач (давньогрецька, німецька), член-кореспондент Німецької академії літератури й мови |
| Арго (Абрам Маркович Гольденберг)             | Арго (Абрам Маркович Гольденберг)            | Єлисаветград, нині Кіровоград                                                      | (рос.) | КЛЭ                   | 1897-1968; поет-сатирик, автор віршованих фейлетонів, байок, пародій, а також текстів оперет; перекладач французької та польської класики |
| Микола Миколайович Арденс                     | Николай Николаевич Арденс                    | Кролевець                                                                          | (рос.) | КЛЭ                   | 1890-1974; літературознавець (замолоду ще й поет), займався головно Левом Толстим; до 1934 року мав прізвище Апостолов |
| Аркадій Арканов                               | Аркадий Михайлович Арканов                   | Київ                                                                               | (рос.) | КЛЭ, фах. дж.         | 1933; видатний сатирик (прозаїк і драматург); за фахом лікар |
| Михайло Арцибашев                             | Михаил Петрович Арцыбашев                    | хутір Доброславівка Охтирського повіту Харківської губернії (нині Сумська область) | (рос.) | УЛЕ, РП, РЗ, КЛЭ      | 1878-1927; автор славетного роману «Санін», з якого розпочалася сексуальна революція в Російській імперії |
| Валентин Асмус                                | Валентин Фердинандович Асмус                 | Київ                                                                               | (рос.) | КЛЭ, ФЭ               | 1894-1975; філософ і літературознавець; викладав у вишах Києва, пізніше в Москві |
| Анна Ахматова (Ганна Андріївна Горенко)       | Анна Ахматова (Анна Андреевна Горенко)       | Одеса                                                                              | (рос.) | УЛЕ, КЛЭ, РП          | 1899-1966; одна з найвидатніших російських поетес |

## Б
| Б                                                |                                                  | |                         |                      | |
| Семен Бабаєвський                                | Семён Петрович Бабаевский                        | село Куньє, тепер Ізюмського району Харківської області                                                                   | (рос.)                  | УЛЕ, КЛЭ             | 1909-2000; один з найбільших лакувальників соціалістичного життя (роман «Кавалер Золотої Зірки»); тричі лауреат Сталінської премії; його тексти не відзначаються особливими художніми якостями, проте біографія значима для характеристики доби (зокрема, тогочасного літературного життя)                                                      |
| Ісак Бабель                                      | Исаак Эммануилович Бабель                        | Одеса | (рос.)                  | УЛЕ, КЛЭ             | 1894-1940; «Кінармію» та оповідання про Беню Крика знають всі, але не всі — що він перед загибеллю працював над романом про голодомор |
| Віктор Баграновський                             | Виктор Митрофанович Баграновский                 | Катеринослав, нині Дніпропетровськ                                                                                        | (рос.)                  | УЛЕ                  | 1905-1972; прозаїк і педагог; автор романів про школу |
| Едуард Багрицький (Едуард Георгійович Дзюбін)    | Эдуард Багрицкий (Эдуард Георгиевич Дзюбин)      | Одеса | (рос.)                  | УЛЕ, КЛЭ             | 1895-1934; чудовий поет, дарма що пробільшовицький; допоміг Сосюрі та Микитенку стати визначними письменниками |
| Олександр Баласогло                              | Александр Пантелеймонович Баласогло              | Херсон | (рос.)                  | РП, КЛЭ              | 1813-1893; учасник гуртка петрашевців; поет і трохи історик; його вірші, що вирізняються оригінальністю форми, присвячені головно самотності мислячої людини |
| Микола Балашов                                   | Николай Иванович Балашов                         | Херсон | (рос.)                  | КЛЭ                  | 1919-2006; видатний літературознавець; в коло його наукових інтересів входили поети Відродження та бароко, німецькі класики, а понад усе — французькі символісти, парнасці та пізніші модерністи |
| Сергій Балухатий                                 | Сергей Дмитриевич Балухатый                      | Феодосія | (рос.)                  | КЛЭ                  | 1892-1945; літературознавець і бібліограф; фахівець із творчості Чехова та Горького |
| Лев Бараг                                        | Лев Рыгоравіч Бараг                              | Київ | (біл.), (рос.), (башк.) | ЭЛІМБ, КЛЭ, фах. дж. | 1900-1994; білоруський, російський та башкирський фольклорист; літературознавець |
| Леонід Баткін                                    | Леонид Михайлович Баткин                         | Харків | (рос.)                  | КЛЭ, фах. дж.        | 1932; історик, літературознавець, культуролог; особливо значущі його праці про італійське Відродження; брав участь у непідцензурному альманасі «Метрополь» (1979) |
| Олександр Батров                                 | Александр Михайлович Батров                      | Одеса | (рос.)                  | УЛЕ                  | 1906-1990; прозаїк, автор повістей і новел про громадянську війну, а також на тему дитинства; ще йому належить кілька кіносценаріїв |
| Лідія Бать                                       | Лидия Григорьевна Бать                           | Одеса | (рос.)                  | КЛЭ                  | 1900-1980; прозаїкиня, критикиня, перекладачка; у співавторстві з Олександром Дейчем написала історико-біографічну повість про Тараса Шевченка |
| Рахіль Баумволь                                  | ?                                                | Одеса | (їдиш), (рос.)          | КЛЭ, КЕЭ             | 1914-2000; поетеса; значну частину її двомовного доробку складають вірші для дітей; також переклала російською роман Башевіса-Зінґера «Раб» |
| Владлен Бахнов                                   | Владлен Ефимович Бахнов                          | Харків | (рос.)                  | КЛЭ                  | 1924-1994; поет, драматург, кіносценарист; відомий як автор пародій, сатиричних творів, естрадних мініатюр (в тому числі для Тарапуньки й Штепселя); серед його кіносценарного доробку такий радянський хіт, як «Іван Васильович змінює фах» |
| Олександр Безименський                           | Александр Ильич Безыменский                      | Житомир | (рос.)                  | УЛЕ, КЛЭ             | 1898-1973; поет, автор тексту пісні «Молодая гвардия» |
| Василь Безкровний                                | Василий Матвеевич Бескровный                     | село Шийківка, нині Борівського району Харківської області                                                                | (рос.)                  | КЛЭ                  | 1908-1978; індолог; найбільше відомий як укладач словників гінді та урду, але також досліджував творчість новітніх індійських письменників, перекладав |
| Павло Безсалько                                  | Павел Карпович Бессалько                         | Катеринослав, нині Дніпропетровськ                                                                                        | (рос.)                  | КЛЭ                  | 1887-1920; прозаїк і драматург; був робітником, займався революційною діяльністю (меншовик), втік із сибірського заслання і в Парижі почав друкувати орієнтальні леґенди; згодом звернувся до творів з робітничого життя, позначені дуже сильним «класовим почуттям»                                                                            |
| Альфред Бем                                      | Альфред Людвигович Бем                           | Київ | (рос.), (чес.)          | КЛЭ                  | 1886-1945; літературознавець; досліджував творчість російських класиків, у тому числі в Чехословаччині, куди емігрував 1919 року; листувався з Мариною Цвєтаєвою |
| Микола Бердяєв                                   | Николай Александрович Бердяев                    | Київ | (рос.)                  | ФЭ, КЛЭ              | 1874-1948; філософ і публіцист; бувши екзистенціалістом, природно, багато писав і про художню літературу: про Олексія Хом'якова, про Костянтина Леонтьєва, про Моріса Метерлінка, а понад усе — про Федора Достоєвського |
| Павло Берков                                     | Павел Наумович Берков                            | Акерман, нині Білгород-Дністровський                                                                                      | (рос.)                  | КЛЭ                  | 1896-1969; видатний літературознавець; досліджував російську літературу XVIII століття (зокрема, Василя Капніста), але також і пізніших часів, багато уваги приділяв міжлітературним зв'язкам; його науковому стилю притаманна рясність фактичного матеріалу, широке використання архівних джерел; замолоду також займався поетичним перекладом |
| Віктор Бершадський                               | Виктор Арнольдович Бершадский                    | Одеса | (рос.)                  | УЛЕ                  | 1916-1972; прозаїк, писав переважно про війну (і сам був учасником Другої світової) |
| Рудольф Бершадський                              | Рудольф Юльевич Бершадский                       | Єлисаветград, нині Кіровоград                                                                                             | (рос.)                  | КЛЭ                  | 1909-1979; прозаїк; пішов воювати до Червоної армії ще хлопчиком, отже, переважно про війну й писав (але не тільки: наприклад, про археологів на розкопках Хорезма) |
| Дем'ян Бєдний (Юхим Олексійович Придворов)       | Демьян Бедный (Ефим Алексеевич Придворов)        | село Губівка, тепер Компаніївського району Кіровоградської області                                                        | (рос.)                  | УЛЕ, КЛЭ             | 1883-1945; крім того, що найуславленіший радянський байкар та підлабузник («Ефим Лакеевич Придворов»), ще й допомагав знищити труп Фанні Каплан |
| Яків Бєлінський                                  | Яков Львович Белинский                           | Кролевець | (рос.)                  | КЛЭ                  | 1909-1988; поет, перекладач; відомий як автор радянських пісень та дотепних гумористичних мініатюр |
| Валентин Бєлоусов                                | Валентин Алексеевич Белоусов                     | станція Волноваха, тепер Донецької області                                                                                | (рос.)                  | УЛЕ                  | 1919-1976; прозаїк; учасник Другої світової війни; писав про повоєнне радянське життя |
| Євген Бивалов                                    | Евгений Сергеевич Бывалов                        | Маріуполь | (рос.)                  | КЛЭ                  | 1875-1943; гідний уваги письменник-мариніст; скрізь плавав і про все писав |
| Петро Биков                                      | Пётр Васильевич Быков                            | Севастополь | (рос.)                  | УЛЕ, КЛЭ             | 1843-1930; поет, перекладач і бібліограф; редагував повні зібрання творів Гоголя, Афанасьєва-Чужбинського та ін. |
| Олександр Билинов (Олександр Йосипович Бейлінов) | Александр Былинов (Александр Иосифович Бейлинов) | Катеринослав, тепер Дніпропетровськ                                                                                       | (рос.)                  | УЛЕ                  | 1909-2000; прозаїк; у його романах, повістях та оповіданнях ідеться про радянських робітників та військовиків; був радянським письменником і радянською людиною, тож не дивина, що епоха Перебудови загальмувала його творчість — дивно, що згодом, вже на дев'ятому десятку, він знов почав писати, і то вільніше й цікавіше                   |
| Олексій Бібик                                    | Алексей Павлович Бибик                           | Харків | (рос.)                  | УЛЕ, РП, ЛГ(1967)    | 1877-1976; найстаріший радянський прозаїк: дев'яносто дев'ять років, один місяць та один день на світі прожив; описував важке життя робітників до революції, революційні події та «соціалістичне будівництво»; був також драматургом |
| Віктор Бібіков                                   | Виктор Иванович Бибиков                          | Київ | (рос.)                  | УЛЕ, РП              | 1863-1892; прозаїк, нарисовець, перекладач; прототип Треплєва з чеховської «Чайки» |
| Яків Білінкіс                                    | Яков Семёнович Билинкис                          | Умань | (рос.)                  | КЛЭ                  | 1926-2001; літературознавець, спеціалізувався на творчості Лева Толстого |
| Володимир Білль-Білоцерковський                  | Владимир Наумович Билль-Белоцерковский           | Олександрія, тепер Кіровоградської області                                                                                | (рос.)                  | УЛЕ, КЛЭ             | 1885-1970; дуже відомий в радянські часи драматург |
| Анатолій Білоус                                  | Анатолий Васильевич Билоус                       | Маріуполь | (рос.)                  | УЛЕ                  | 1938 |
| Олександр Біск                                   | Александр Акимович Биск                          | Одеса | (рос.)                  | РП                   | 1883-1973; поет і перекладач; батько відомого французького письменника Алена Боске |
| Іполит Богданович                                | Ипполит Фёдорович Богданович                     | село Переволочна Полтавської губернії (нині не існує, затоплене)                                                          | (рос.)                  | УЛЕ, РП XVIII, КЛЭ   | 1744-1803; поет і перекладач, автор славетного віршованого роману «Душенька» |
| Володимир Богораз                                | Владимир Германович Богораз                      | Овруч, нині Житомирської області                                                                                          | (рос.)                  | КЛЭ                  | 1865-1936; етнограф, фольклорист, прозаїк і поет; значна частина його творчості (так наукової, як і художньої) присвячена народам Південного Сходу Азії та Півночі Америки |
| Володимир Боград                                 | Владимир Эммануилович Боград                     | Велика Білозерка, нині Запорізької області                                                                                | (рос.)                  | КЛЭ                  | 1917-1986; літературознавець, текстолог та бібліограф, що присвятив себе вивченню творчості так званих революційних демократів Росії XIX століття |
| Богдан Боднарський                               | Богдан Степанович Боднарский                     | Радивилів, нині Рівненської області                                                                                       | (рос.)                  | КЛЭ                  | 1874-1968; бібліограф; очолював Книжкову палату; запровадив десяткову класифікацію |
| Божидар (Богдан Петрович Гордєєв)                | Божидар (Богдан Петрович Гордєєв)                | Харків | (рос.)                  | РП, КЛЭ              | 1894-1914; поет (намагався поєднувати слов'янізовану архаїку з сучасними формами віршу та традиціями романтизму) і теоретик віршування (одночасно з Сергієм Бобровим розпочав дослідження найскладніших ділянок російськомовної ритміки) |
| Леонід Большаков                                 | Леонид Наумович Большаков                        | Сновськ, тепер Щорс Чернігівської області                                                                                 | (рос.)                  | УЛЕ                  | 1924; найбільший російський шевченкознавець (принаймні поза столицями), упорядник «Оренбургской Шевченковской энциклопедии» та інших краєзнавчих видань (ну, і багатьох оригінальних праць, звичайно) |
| Сергій Бондарін                                  | Сергей Александрович Бондарин                    | Одеса | (рос.)                  | КЛЭ                  | 1903-1978; прозаїк; писав переважно для дітей і підлітків; майстер короткої новели (хоча в його доробку є й повісті), уважний до психології своїх героїв та до яскравих деталей оповіді |
| Юрій Борєв                                       | Юрий Борисович Борев                             | Харків | (рос.)                  | КЛЭ                  | 1925; літературознавець та естетик; також романіст; його трактат про комічне викликав нищівну критику російського структураліста Володимира Яковича Проппа; в епоху Перебудови заходився збирати й видавати політичні анекдоти минулого часу (оговтався!)                                                                                       |
| Олександр Боровиковський                         | Александр Львович Боровиковский                  | Харків | (рос.)                  | УЛЕ                  | 1844-1905; поет і правознавець; син Левка Боровиковського, тому в українських джерелах його називають Олександром Левковичем, а в російських — Александром Львовичем |
| Віктор Борота                                    | ?                                                | село Старогнатівка Тельманівського району Донецької області                                                               | (урум.), (рос.)         | фах. дж.             | 1936; урумський поет, прозаїк, а ще й спортивний діяч (тренер із боротьби) |
| Соломон Борщевський                              | Соломон Самойлович Борщевский                    | Катеринослав, нині Дніпропетровськ                                                                                        | (рос.)                  | КЛЭ                  | 1895-1962; літературознавець; продуктивно займався дослідженням творчості Достоєвського й Салтикова-Щедріна, а також їхніми взаєминами |
| Володимир Борщуков                               | Владимир Иосифович Борщуков                      | село Гірськ, нині Щорського району Чернігівської області                                                                  | (рос.)                  | КЛЭ                  | 1915; цілковито радянський літературознавець; прихильник ідеологічної боротьби |
| Олександр Бродський (Абрам Ісакович Бродський)   | Александр Бродский (Абрам Исаакович Бродский)    | Київ | (рос.)                  | УЛЕ                  | 1913-? |
| Рафаїл Брусиловський                             | Рафаил Моисеевич Брусиловский                    | Катеринослав, тепер Дніпропетровськ                                                                                       | (рос.)                  | УЛЕ                  | 1894-1971 |
| Михайло Булгаков                                 | Михаил Афанасьевич Булгаков                      | Київ | (рос.)                  | фах. дж.             | 1891-1940; коментарів знов-таки не треба: є достатньо відомими як його визначальний внесок до російської літератури, так і скептичне ставлення до української держави |
| Фока Бурлачук                                    | Фока Фёдорович Бурлачук                          | село Сніжна, тепер Погребищенського району Вінницької області                                                             | (рос.)                  | УЛЕ                  | 1914-1997; письменник і генерал; першим висловив ідею створення Народного Руху України |
| Давид Бурлюк                                     | Давид Давидович Бурлюк                           | хутір Семиротівщина (нині не існує; був розташований поблизу Лебедина) колишнього Охтирського повіту Харківської губернії | (рос.)                  | РП                   | 1882-1967; лідер футуристського руху в російській літературі (цікаво, що російські футуристи були значною мірою українського походження: Бурлюки, Маяковський, Кручоних, Божидар…) |
| Микола Бурлюк                                    | Николай Давидович Бурлюк                         | Котельва Охтирського повіту Харківської губернії, тепер Полтавської області                                               | (рос.)                  | РП                   | 1890-1920; брат Давида Бурлюка, теж футурист |

## В
| В                                                                |                                                               |                                                             |        |               | |
| Ярослав Вєров                                                    | Гліб Володимирович Гусаков та Олександр В'ячеславович Христов | Донецьк                                                     | (рос.) |               | 1995- |
| Леонід Вишеславський                                             | Леонид Николаевич Вышеславский                                | Миколаїв                                                    | (рос.) | УЛЕ, КЛЭ      | 1914-2002; визначний російський поет в Україні, лауреат Шевченківської премії (1983)                                                                      |
| Павло Вінтман                                                    | Павел Ильич Винтман                                           | Маріуполь                                                   | (рос.) | УЛЕ           | 1918-1942 |
| Георгій Владімов (Георгій Миколайович Волосевич)                 | Георгий Владимов (Георгий Николаевич Волосевич)               | Харків                                                      | (рос.) | КЛЭ, фах. дж. | 1931-2003; кожний його великий твір ставав подією в літературному житті: «Велика руда», «Три хвилини мовчання», «Вірний Руслан», «Генерал та його армія»… |
| Тетяна Волгіна                                                   | Татьяна Ильинична Волгина                                     | Жмеринка, тепер Вінницької області                          | (рос.) | УЛЕ           | 1911-1981 |
| Максиміліан Волошин (Максиміліан Олександрович Кирієнко-Волошин) | Максимилиан Александрович Кириенко-Волошин                    | Київ                                                        | (рос.) | РП            | 1877-1932; коментарів не потребує: визначний поет, та й суспільної значимості неабиякої                                                                   |
| Леонід Воронін                                                   | Леонид Акимович Воронин                                       | селище Кірове, тепер Дзержинського району Донецької області | (рос.) | УЛЕ           | 1917-1990 |
| Роман Вуль                                                       | Роман Михайлович Вуль                                         | Одеса                                                       | (рос.) | УЛЕ           | 1906-1979 |

## Г
| Г                                                   |                                                    |                                                                            |        |                    | |
| Олександр Галич (Олександр Аркадійович Ґінзбурґ)    | Александр Галич (Александр Аркадьевич Гинзбург)    | Катеринослав, тепер Дніпропетровськ                                        | (рос.) | фах. дж.           | 1918-1977; славетний бард; також драматург і кінодраматург                                                                                |
| Борис Галін (Борис Абрамович Рогалін)               | Борис Галин (Борис Абрамович Рогалин)              | Нікополь, тепер Дніпропетровської області                                  | (рос.) | УЛЕ                | 1904-1983 |
| Лев Галкін                                          | Лев Абрамович Галкин                               | Дружківка, тепер Донецької області                                         | (рос.) | УЛЕ                | 1913-? |
| Олена Ган                                           | Елена Андреевна Ган, урождённая Фадеева            | Ржищів, тепер Кагарлицького району Київської області                       | (рос.) | УЛЕ, РП            | 1814-1842; письменниця, мати Олени Блаватської                                                                                            |
| Север Гансовський                                   | Север Феликсович Гансовский                        | Київ                                                                       | (рос.) | фах. дж.           | 1918-1990; фантаст |
| Всеволод Гаршин                                     | Всеволод Михайлович Гаршин                         | Приємна Долина, тепер село Переїзне Артемівського району Донецької області | (рос.) | УЛЕ, КЛЭ, РП       | 1855-1888; видатний прозаїк; поєднував реалізм зі свого роду романтизмом та сатирою                                                       |
| Олександр Гатов                                     | Александр Борисович Гатов                          | Харків                                                                     | (рос.) | УЛЕ                | 1899-1972 |
| Андрій Глоба                                        | Андрей Павлович Глоба                              | Ромни Сумської області                                                     | (рос.) | УЛЕ                | 1888-1964 |
| Микола Гнєдич (Гнідич)                              | Николай Иванович Гнедич                            | Полтава                                                                    | (рос.) | УЛЕ, КЛЭ, РП       | 1784-1833; славетний перекладач «Іліади» російською мовою                                                                                 |
| Микола Гоголь                                       | Николай Васильевич Гоголь-Яновский                 | село Великі Сорочинці, тепер Миргородського району Полтавської області     | (рос.) | УЛЕ, КЛЭ, РП       | 1809-1852; український та російський письменник                                                                                           |
| Михайло Голодний (Михайло Семенович Епштейн)        | Михаил Голодный (Михаил Семёнович Эпштейн)         | Бахмут, тепер Артемівськ Донецької області                                 | (рос.) | УЛЕ, КЛЭ           | 1903-1949; автор поезій цілком революційно-комсомольсько-патетичного змісту, але є в нього й книжка «Вірші про Україну»                   |
| Борис Горбатов                                      | Борис Леонтьевич Горбатов                          | Петро-Мар'ївська рудня, тепер місто Первомайськ Луганської області         | (рос.) | УЛЕ, КЛЭ           | 1908-1954; один із засновників першої письменницької організації Донбасу та двомовного журналу «Забой»                                    |
| Семен Гордєєв (Самуїл Мойсейович Гордєєв-Ґольдфайн) | Семён Гордеев (Самуил Моисеевич Гордеев-Гольдфайн) | містечко Макарів, тепер селище Київської області                           | (рос.) | УЛЕ                | 1902-1990; відомий російський поет i перекладач в Україні                                                                                 |
| Фрідріх Горенштейн                                  | Фридрих Наумович Горенштейн                        | Київ                                                                       | (рос.) | фах. дж.           | 1932-2002; дуже гарний прозаїк |
| Лук'ян Горлецький                                   | Лукьян Петрович Горлецкий                          | село Криничне, тепер Деражнянського району Хмельницької області            | (рос.) | УЛЕ                | 1910-1986; прозаїк-прикордонник |
| Аркадій Горнфельд                                   | Аркадий Георгиевич Горнфельд                       | Сімферополь                                                                | (рос.) | УЛЕ, РП            | 1867-1941; визначний критик |
| Яків Городськой (Яків Зіновійович Блюмкін)          | Яков Городской (Яков Зиновьевич Блюмкин)           | Катеринослав, тепер Дніпропетровськ                                        | (рос.) | УЛЕ                | 1898-1966 |
| Микола Гревцов                                      | Николай Александрович Гревцов                      | Харків                                                                     | (рос.) | УЛЕ                | 1920-? |
| Валерій Грузін                                      | Валерий Леонидович Грузин                          | Київ                                                                       | (рос.) | УЛЕ                | 1944 |
| Матвій Грунін                                       | Матвей Львович Грунин                              | Сімферополь                                                                | (рос.) | УЛЕ                | 1909-1987; поет; перекладав твори Рильського, Тичини, Сосюри, Первомайського…                                                             |
| Олексій Губін                                       | Алексей Губин (Леонид Иванович Губин)              | Слов'яносербськ, тепер селище Луганської області                           | (рос.) | УЛЕ                | 1926; прозаїк та кінодраматург (сценарій документального фільму про Івана Микитенка)                                                      |
| Ґ                                                   |                                                    |                                                                            |        |                    | |
| Ізмаїл Ґордон                                       | Измаил Борисович Гордон                            | Бахмут, тепер Артемівськ Донецької області                                 | (рос.) | УЛЕ                | 1922-2008 |
| Василь Ґроссман                                     | Василий Семёнович (Иосиф Соломонович) Гроссман     | Бердичів, тепер Житомирської області                                       | (рос.) | УЛЕ, КЛЭ, фах. дж. | 1905-1964; автор легендарного «заарештованого» роману «Життя і доля»; правдиво писав і про Великий терор, і про Голодомор, і про Голокост |

## Д
| Д                                             |                                               |                                                                          |        | | |
| Леонід Даєн                                   | Леонид Абрамович Даен                         | Коростень, тепер Житомирської обрасті                                    | (рос.) | УЛЕ | 1929 |
| Володимир Даль                                | Владимир Иванович Даль                        | селище Луганський завод, нині місто Луганськ                             | (рос.) | УЛЕ, КЛЭ, РП                                                                                           | 1801-1872; найвидатніший з російських лексикографів; також писав прозу, зокрема на українські теми |
| Софія Дальня (Софія Яківна Дерман)            | Софья Дальняя (Софья Яковлевна Дерман)        | Бахмут, тепер Артемівськ Донецької області                               | (рос.) | УЛЕ, [Архівовано 17 січня 2008 у Wayback Machine.]                                                     | 1886-1960; була репресована |
| Федір Даниленко (Федір Федотович Даниленко    | Фёдор Даниленко (Фёдор Федотович Даниленко)   | с. Дубовий Гай, Прилуцький повіт, Полтавська губернія, Російська імперія | (рос.) | Люди и судьбы. Биобиблиографический словарь востоковедов [Архівовано 21 січня 2012 у Wayback Machine.] | нар. 1875; прозаїк, репресований |
| Володимир Демидов (Владилен Ізотович Демидов) | Владимир Демидов (Владилен Изотович Демидов)  | Горлівка Донецької області                                               | (рос.) | УЛЕ | 1932; поет, прозаїк, перекладач |
| Віталій Демченко                              | Виталий Григорьевич Демченко                  | Мерефа Харківської області                                               | (рос.) | УЛЕ | 1937; пише російською, але є в нього вірші про Сковороду, Франка, Шевченка, Федьковича, Івана Вишенського, Лесю Українку |
| Ольга Джигурда                                | Ольга Петровна Джигурда                       | село Печеніги, тепер селище Чугуївського району Харківської області      | (рос.) | УЛЕ | 1901-1986; військова лікарка на флоті, про війну й писала |
| Лев Длигач                                    | Лев Михайлович Длигач                         | Київ                                                                     | (рос.) | УЛЕ | 1904-1949; поет, перекладач |
| Володимир Добровольський                      | Владимир Анатольевич Добровольский            | Харків                                                                   | (рос.) | УЛЕ | 1918-2003 |
| Анатолій Домбровський                         | Анатолий Иванович Домбровский                 | село Комунарне, тепер Роздольненського району АРК                        | (рос.) | УЛЕ | 1934-2001; засновник крімського журналу «Брега Тавриды», почесний академік Кримської академії наук |
| Юхим Дорош                                    | Ефим Яковлевич Дорош                          | Єлизаветград, тепер Кіровоград                                           | (рос.) | УЛЕ | 1908-1972 |
| Єгор Дріянський                               | Егор Эдуардович Дриянский                     | село Кошари Конотопського повіту Чернігівської губернії                  | (рос.) | УЛЕ, КЛЭ                                                                                               | 1812-1873; наслідував Гоголя у прозі, писав комедії, але найбільше відзначився у жанрі мисливських нотаток («Записки мелкотравчатого»)                                                                                       |
| Ілля Дубинський                               | Илья Владимирович Дубинский                   | село Бутенки, тепер Кобеляцького району Полтавської області              | (рос.) | УЛЕ, ЗПС, КЛЭ                                                                                          | 1898-1989; в Громадянську війну був у «червоних козаках», а в Другу світову — вже в таборах на сибірському засланні; його проза переважно автобіографічна, відзначається достовірністю; товаришував з Антоненком-Давидовичем |
| Петро Дубровський                             | Пётр Павлович Дубровский                      | Чернігів                                                                 | (рос.) | УЛЕ | 1812-1882; філолог |
| Володимир Дудінцев                            | Владимир Дмитриевич Дудинцев                  | Куп'янськ, тепер Харківської області                                     | (рос.) | УЛЕ | 1918-1998; два його твори стали символічними для двох радянських епох: «Не хлібом єдиним» — у добу відлиги та «Білі шати» — у добу перебудови                                                                                |
| Надія Дурова                                  | Надежда Андреевна Дурова (корнет Александров) | Київ, за іншими даними — Херсон                                          | (рос.) | УЛЕ, КЛЭ                                                                                               | 1783-1866; уславлена кавалерист-дівиця, мемуаристка; писала й на українську тематику (наприклад, повість «Ярчук — собака духовидець»)                                                                                        |
| Ольга Дякова-Толкачова                        | Ольга Витальевна Дьякова-Толкачёва            | село Омельник, тепер Онуфріївського району Кіровоградської області       | (рос.) | УЛЕ | 1913-1975 |

## Е
| Е                                                 |                                                  |                                                                         |        |              | |
| Марко Еґарт                                       | Марк Моисеевич Эгарт                             | Кривий Ріг                                                              | (рос.) | КЛЭ          | 1901-1956 |
| Лев Ейдлін                                        | Лев Залманович Эйдлин                            | Чернігів                                                                | (рос.) | КЛЭ          | 1910-1985; китаїст: літературознавець та перекладач |
| Марко Ейхенгольц                                  | Марк Давидович Эйхенгольц                        | Кременчук                                                               | (рос.) | КЛЭ          | 1889-1953; літературознавець |
| Ілля Еренбурґ                                     | Илья Григорьевич Эренбург                        | Київ                                                                    | (рос.) | УЛЕ, КЛЭ     | 1891-1967; дуже відомий прозаїк і публіцист; також поет; назва його повісті «Відлига» перейшла на цілу епоху радянської історії                                                |
| Є                                                 |                                                  |                                                                         |        |              | |
| Олександр Євлахов                                 | Александр Михайлович Евлахов                     | Одеса                                                                   | (рос.) | КЛЭ          | 1880-1966; літературознавець; трошки поет |
| Ірина Євса                                        | Ирина Александровна Евса                         | Харків                                                                  | (рос.) | УЛЕ          | 1956 |
| Олександр Єгоров                                  | Александр Иванович Егоров                        | Катеринослав, тепер Дніпропетровськ                                     | (рос.) | УЛЕ          | 1850-1903; радше публіцист та видавець, ніж прозаїк; дуже допоміг Іванові Манжурі                                                                                              |
| Вячеслав Єзерський                                | Вячеслав Викентьевич Езерский                    | Ізяслав, тепер Хмельницької області                                     | (рос.) | УЛЕ          | 1890-1963; автор роману «Шевченко»; форма імені «Вячеслав» (без апострофа) — із УЛЕ; прохання не виправляти авторитетне академічне видання!                                    |
| Мілій Єзерський                                   | Милий Викентьевич Езерский                       | Ізяслав, тепер Хмельницької області                                     | (рос.) | УЛЕ, КЛЭ     | 1891-1976; відомий автор гарних історичних повістей та романів; писав також белетристику з життя народів Півночі                                                               |
| Тетяна Єфименко                                   | Татьяна Петровна Ефименко                        | Харків                                                                  | (рос.) | УЛЕ          | 1890-1918; поетка; писала в дусі Олександра Кондратьєва; її мати-росіянка українізувалася під впливом чоловіка, українського етнографа, а дочка таки повернулася до російської |
| Ж                                                 |                                                  |                                                                         |        |              | |
| Віра Желіховська                                  | Вера Петровна Желиховская                        | Катеринослав, тепер Дніпропетровськ                                     | (рос.) | УЛЕ, КЛЭ, РП | 1835-1896; як і Олена Блаватська, дочка Олени Ган; авторка прозаїчних творів про Кавказ (імперського спрямування, але не позбавлених етнографічної цінності)                   |
| Микола Жихарєв                                    | Николай Семёнович Жихарев                        | село Семенівка Каховського району Херсонської області                   | (рос.) | УЛЕ          | 1936-1989 |
| Олег Жихарєв                                      | Олег Викторович Жихарев                          | Харків                                                                  | (рос.) | УЛЕ          | 1941 |
| Жупан Иосип Васильевич                            | Иосиф Васильевич Жупан                           | село Бородівка, тепер Мукачівського району Закарпатської області        | (рос.) | УЛЕ          | 1904-1987 |
| Павло Журба (Пантелеймон Терентійович Скрипников) | Павел Журба (Пантелеймон Терентьевич Скрыпников) | село Троїцьке, тепер Петропавлівського району Дніпропетровської області | (рос.) | УЛЕ, КЛЭ     | 1895-1976; речник радянської пропаганди; написав роман та кіносценарій про Олександра Матросова                                                                                |

## З
| З                                    |                                      |                                                                                    |                                |                    | |
| Віталій Закруткін                    | Виталий Александрович Закруткин      | Феодосія                                                                           | (рос.)                         | УЛЕ, КЛЭ           | 1908-1984 |
| Федір Залата                         | Фёдор Дмитриевич Залата              | село Різдв'янське, тепер селище Сиваське Новотроїцького району Херсонської області | (рос.)                         | УЛЕ                | 1914-?; а от брат його, Леонід Залата, був українським письменником…                                                                                                 |
| Анатолій Заруба                      | Анатолий Леонидович Заруба           | Маріуполь                                                                          | (рос.)                         | УЛЕ                | 1936 |
| Давид Заславський                    | Давид Иосифович Заславский           | Київ                                                                               | (рос.)                         | УЛЕ, КЛЭ           | 1880-1965; радянський публіцист; цікавою є історія перекручень, яких він припускався у трьох послідовних виданнях своєї книжки «М. П. Драгоманов» (1924, 1935, 1964) |
| Ріталій Заславський                  | Риталий Зиновьевич Заславский        | Київ                                                                               | (рос.)                         | УЛЕ                | 1928; поет і перекладач; видав у власному перекладі першу антологію української поезії для дітей «Где ты, барвинок, рос, вырастал»                                   |
| Валер'ян Захаржевський               | Валерьян Петрович Захаржевский       | Кам'янець-Подільський                                                              | (рос.)                         | УЛЕ                | 1887-1977; прозаїк, кандидат медичних наук; писав про військових лікарів, про Тараса Шевченка…                                                                       |
| Корнелій Зелінський                  | Корнелий Люцианович Зелинский        | Київ                                                                               | (рос.)                         | УЛЕ, КЛЭ           | 1896-1970; теоретик конструктивізму |
| Тадеуш Зелінський                    | Tadeusz Stefan Zieliński             | село Скрипчинці, тепер Корсунь-Шевченківського району Черкаської області           | (пол.), (нім.), (рос.), (лат.) | УЛЕ                | 1859-1944; класичний філолог |
| Ісак Золотаревський                  | Исаак Яковлевич Золотаревский        | Черкаси                                                                            | (рос.)                         | УЛЕ                | 1906-1973; сатирик |
| А. Зорич (Василь Тимофійович Локоть) | А. Зорич (Василий Тимофеевич Локоть) | Борзна, тепер Чернігівської області                                                | (рос.)                         | КЛЭ                | 1899-1937; сатирик; репресований |
| Михайло Зощенко                      | Михаил Михайлович Зощенко            | Полтава                                                                            | (рос.)                         | УЛЕ, КЛЭ, фах. дж. | 1894-1958; знаменитий прозаїк, зламаний відомою ждановською постановою; багато перекладав з української                                                              |

## І
| И                                       |                                         |                                            |        |          | |
| І                                       |                                         |                                            |        |          | |
| М. Ільїн (Ілля Якович Маршак)           | М. Ильин (Илья Яковлевич Маршак)        | Бахмут, тепер Артемівськ Донецької області | (рос.) | УЛЕ, КЛЭ | 1896-1953; один з найкращих радянських науково-популярних письменників (ініціал «М» нічого не значить; автор зветься просто М. Ільїн, як, наприклад, О. Генрі)                                                                |
| І. Ільф (Ілля Арнольдович Файнзільберґ) | И. Ильф (Илья Арнольдович Файнзильберг) | Одеса                                      | (рос.) | УЛЕ, КЛЭ | 1897-1937; ну, його разом з Євг. Петровим усі знають (крім тих дописувачів Вікіпедії, що вважають його Іллею Арнольдовичем Ільфом, хоча це псевдонім: був письменник І. Ільф, а був громадянин Ілля Арнольдович Файнзільберґ) |
| Віра Інбер                              | Вера Михайловна Инбер                   | Одеса                                      | (рос.) | УЛЕ, КЛЭ | 1890-1972; починала ще до революції, потім була одною з найвідоміших (але не найкращих) радянських поеток |

## Ї,К
| Ї                                                        |                                                                      |                                                                                      |                   |                                                         | |
| К                                                        |                                                                      |                                                                                      |                   |                                                         | |
| Емануїл Казакевич                                        | Эммануил Генрихович Казакевич, עמנואל קאַזאַקעװיטש                     | Кременчук                                                                            | (рос.), (їдиш)    | УЛЕ, КЛЭ                                                | 1913-1962; військовий розвідник — на цьому досвіді написана його повість «Зірка», один з найкращих творів про війну; замолоду віршував мовою їдиш |
| Римма Казакова                                           | Римма Фёдоровна Казакова                                             | Севастополь                                                                          | (рос.)            | УЛЕ, КЛЭ                                                | 1932-2008; дуже відома поетка з генерації «шістдесятників» |
| Станіслав Калиничев                                      | Станислав Сергеевич Калиничев                                        | Донецьк                                                                              | (рос.)            | УЛЕ                                                     | 1931 |
| Олександра Калмикова                                     | Александра Михайловна Калмыкова                                      | Катеринослав, тепер Дніпропетровськ                                                  | (рос.)            | УЛЕ                                                     | 1850-1926 |
| Златослава Каменкович (Златослава Зальмонівна Хачатурян) | Златослава Зальмоновна Каменкович (Златослава Зальмоновна Хачатурян) | Сімферополь                                                                          | (рос.)            | УЛЕ                                                     | 1915-1986; цікава радянська письменниця, авторка дитячої книжки «Тайна Високого замку» |
| Галина Камінна                                           | Галина Александровна Каменная                                        | село Гросулове, тепер селище Велика Михайлівка Одеської області                      | (рос.)            | УЛЕ                                                     | 1926 |
| Віра Карасьова                                           | Вера Евгеньевна Карасёва                                             | Київ                                                                                 | (рос.)            | УЛЕ                                                     | 1905-1983; радянська дитяча письменниця; пережила ленінградську блокаду |
| Григорій Карєв                                           | Григорий Андреевич Карев                                             | село Бежбайраки, тепер Кропивницьке Новоукраїнського району Кіровоградської області  | (рос.)            | УЛЕ                                                     | 1914-? |
| Лазар Кармен (Лев Осипович Коренман або Корнман)         | Лазарь Кармен (Лазарь или Лев Осипович Корнман или Коренман)         | Одеса                                                                                | (рос.)            | УЛЕ, КЛЭ                                                | 1876-1920; побутописець одеської колоритної бідноти; постраждав від денікінської контррозвідки; батько знаменитого кінорежисера Романа Кармена |
| Роман Кармен                                             | Роман Лазаревич Кармен                                               | Одеса                                                                                | (рос.)            | КЛЭ, фах. дж.                                           | 1906-1978; найбільше (і всесвітньо) відомий як кінорежисер, але ж він і сценарії писав, а кіносценарист — таки професія літературна |
| Ірина Карнаухова                                         | Ирина Валерьяновна Карнаухова                                        | Київ                                                                                 | (рос.)            | КЛЭ                                                     | 1901-1959; фольклористка, також дитяча письменниця |
| Володимир Карпеко                                        | Владимир Кириллович Карпеко                                          | Козятин                                                                              | (рос.)            | КЛЭ                                                     | 1922-1993; популярний був свого часу поет; і пісні його співали по радіо… |
| Валентин Катаєв                                          | Валентин Петрович Катаев                                             | Одеса                                                                                | (рос.)            | УЛЕ, КЛЭ, фах. дж.                                      | 1897-1986; один з дуже визначних радянських прозаїків та драматургів; багато писав про Одесу; років у сімдесят опанував зовсім новий стиль і дозволяв собі писати таке, що взагалі не віталося. Багато хто з сучасників вважав його за людину дуже непорядну |
| Ісак Кауфман                                             | Исаак Михайлович Кауфман                                             | Новгород-Сіверський                                                                  | (рос.)            | КЛЭ                                                     | 1892-1971; бібліограф |
| Зельман Кац                                              | Зельман Менделевич Кац                                               | село Тупичів, тепер Городнянського району Чернігівської області                      | (рос.)            | УЛЕ, [недоступне посилання з жовтня 2019]               | 1911-2008; один із старіших російських поетів сучасності; йому було майже 97 років, і він готував до друку нову книжку поезій, коли помер |
| Михайло Каченовський                                     | Михаил Трофимович Каченовский                                        | Харків                                                                               | (рос.)            | УЛЕ                                                     | 1775-1842; критик, журналіст, історик; академік Петербурзької академії наук; заперечував автентичність «Слова про Ігорів похід» |
| Анатолій Кашеїда                                         | Анатолий Фёдорович Кашеида                                           | місто Тальне, тепер Черкаської області                                               | (рос.)            | УЛЕ                                                     | 1928-1998 |
| Дмитро Кедрін                                            | Дмитрий Борисович Кедрин                                             | Богодухівський рудник, тепер село Щеглівка поблизу Донецька                          | (рос.)            | УЛЕ, КЛЭ, [Архівовано 2 грудня 2008 у Wayback Machine.] | 1907-1945; талановитий був поет; загадково загинув |
| Керча Іван Юрійович                                      | Иван Юрьевич Керча                                                   | село Страбичове, тепер Мукачівського району Закарпатської області                    | (рос.)            | УЛЕ                                                     | 1914-1951; поет, журналіст, радянський функціонер |
| Віра Кетлінська                                          | Вера Казимировна Кетлинская                                          | Севастополь                                                                          | (рос.)            | УЛЕ, КЛЭ                                                | 1906-1976; радянська письменниця (проза) |
| Олег Кирилов                                             | Олег Евгеньевич Кириллов                                             | Харків                                                                               | (рос.)            | УЛЕ, [недоступне посилання з липня 2019]                | 1938 |
| Володимир Кисельов                                       | Киселёв Владимир Леонтьевич                                          | Київ                                                                                 | (рос.)            | УЛЕ, КЛЭ                                                | 1922-1995; прозаїк; батько українського поета Леоніда Кисельова |
| Валерій Кіор                                             | ?                                                                    | селище Старий Крим Іллічівського району міста Маріуполь Донецької області            | (урум.), (рос.)   | фах. дж.                                                | 1951; основоположник урумської літератури; по батькові — Іванович |
| Олександр Кіпен                                          | Александр Абрамович Кипен                                            | Мелітополь, тепер Запорізької області                                                | (рос.)            | УЛЕ, КЛЭ                                                | 1870-1938; прозаїк і вчений-виноградар; майстерно відтворював колорит народної мови |
| Григорій Кіпніс                                          | Григорий Иосифович Кипнис                                            | Київ                                                                                 | (рос.)            | УЛЕ                                                     | 1923-?; прозаїк (переважно документальна проза); багато перекладав з української |
| Семен Кірсанов                                           | Семён Исаакович Кирсанов                                             | Одеса                                                                                | (рос.)            | УЛЕ, КЛЭ                                                | 1906-1972; дуже вигадливий поет; між іншим, започаткував такий химерний жанр, як науково-фантастична поема |
| Віра Клюєва                                              | Вера Николаевна Клюева                                               | Маріуполь                                                                            | (рос.)            | КЛЭ                                                     | 1894-1964; поетеса, перекладачка, філологиня; кілька років очолювала кафедру російської мови в Монгольському університеті (Улан-Батор), зібрала багато матеріалів з монгольського фольклору |
| Іван Клюшников                                           | Иван Петрович Клюшников                                              | хутір Криничний Сумського повіту Харківської губернії                                | (рос.)            | КЛЭ                                                     | 1811-1895; поет, прозаїк (це не той Клюшников, якого антинігілістичний роман «Марево») |
| Єгор Ковалевський                                        | Егор Петрович Ковалевский                                            | село Ярошівка, тепер Дергачівського району Харківської області                       | (рос.)            | КЛЭ                                                     | 1809-1868; своєрідний прозаїк та завзятий мандрівник |
| Кирило Ковальджі                                         | Кирилл Владимирович Ковальджи                                        | село Ташлик, тепер Кам'янське Арцизького району Одеської області                     | (рос.)            | КЛЄ                                                     | 1930; гарний поет; піклувався про російських молодих аванґардистів |
| Борис Ковинєв                                            | Борис Константинович Ковынев                                         | село Мар'ївка Полтавської губернії                                                   | (рос.)            | КЛЭ                                                     | 1903-1970; дивна річ: поет був зовсім слабенький: ледве міг риму підібрати, а ти диви — принаймні два його вірші стали фактично народними піснями |
| Олександр Коган                                          | Александр Григорьевич Коган                                          | Київ                                                                                 | (рос.)            | КЛЭ                                                     | 1921-2000; літературознавець |
| Павло Коган                                              | Павел Давыдович Коган                                                | Київ                                                                                 | (рос.)            | УЛЕ, КЛЭ                                                | 1918-1942; автор славетної «Бригантини», яка стала прообразом пізнішої бардівської пісні |
| Михайло Козаков                                          | Михаил Эммануилович Козаков                                          | станція Ромодан, тепер селище Миргородського району Полтавської області              | (рос.)            | УЛЕ, КЛЭ                                                | 1897-1954; прозаїк, автор величезного історичного роману «Крах імперії»; між іншим, батько відомого актора, теж Михайла Козакова |
| Яків Козельський                                         | Яков Павлович Козельский                                             | містечко Кемберда Полтавського полку                                                 | (рос.)            | РП XVIII                                                | 1728->1793; перекладач |
| Федір Козельський                                        | Фёдор Яковлевич Козельский                                           | Полтава                                                                              | (рос.)            | УЛЕ, РП XVIII                                           | 1734->1799; необдарований поет, кепкували з нього, бідолашного… |
| Григорій Козінцев                                        | Григорий Михайлович Козинцев                                         | Київ                                                                                 | (рос.)            | КЛЭ, фах. дж.                                           | 1905-1973; режисер, але знов-таки і сценарист також, а тому теж літератор |
| Єлисей Колбасін                                          | Елисей Яковлевич Колбасин                                            | імовірно, Одеса або Одещина                                                          | (рос.)            | УЛЕ, КЛЭ                                                | 1831 чи 1827—1885; прозаїк, літературознавець; приятелював з Іваном Тургенєвим |
| Осип Количев                                             | Осип Яковлевич Колычев                                               | Одеса                                                                                | (рос.)            | КЛЭ, фах. дж.                                           | 1904-1973; популярний свого часу поет (також автор текстів пісень) |
| Олена Колтоновська                                       | Елена Александровна Колтоновская, урождённая Сасько                  | Київ                                                                                 | (рос.)            | УЛЕ, КЛЭ                                                | 1871-1952; критикиня; писала, зокрема, про Шевченка, Винниченка, Коцюбинського, український театр |
| Михайло Кольцов (Михайло Юхимович Фрідлянд)              | Михаил Кольцов (Михаил Ефимович Фридлянд)                            | Київ                                                                                 | (рос.)            | УЛЕ, КЛЭ                                                | 1898-1940; уславлений радянський журналіст; автор фейлетонів, репортажів, нарисів, оповідань; брав участь у Громадянській війні в Іспанії, прототип Каркова в романі Хемінгуея «По кому подзвін»; репресований |
| Лідія Компус                                             | Лидия Силуановна Компус                                              | село Ценцевичі біля Луцька                                                           | (рос.)            | КЛЭ                                                     | 1896-?; від 1921 року мешкала в Естонії; писала прозу |
| Віктор Кондратенко                                       | Виктор Андреевич Кондратенко                                         | Харків                                                                               | (рос.)            | УЛЕ                                                     | 1911-1987; про війну писав; десять років очолював український російськомовний журнал «Радуга» |
| Ілля Константиновський                                   | Илья Давыдович Константиновский                                      | село Вилкове, тепер Кілійського району Одеської області                              | (рос.)            | КЛЭ                                                     | 1914-1995 |
| Володимир Конюшев                                        | Владимир Фёдорович Конюшев                                           | Одеса                                                                                | (рос.)            | КЛЭ                                                     | 1925-1982 |
| Лев Копелєв                                              | Лев Зиновьевич Копелев                                               | Київ                                                                                 | (рос.)            | КЛЭ, фах. дж.                                           | 1912-1997; філолог-германіст, перекладач, видатний правозахисник та публіцист |
| Наум Коржавін (Наум Мойсейович Мандель)                  | Наум Коржавин (Наум Моисеевич Мандель)                               | Київ                                                                                 | (рос.)            | КЛЭ, фах. дж.                                           | 1925; поет, безперечно, видатний, а от його громадські погляди… Нібито і відсидів, і дисидент, і майже все розуміє, а так і не позбувся імперського вірусу |
| Володимир Корнілов                                       | Владимир Николаевич Корнилов                                         | Дніпропетровськ                                                                      | (рос.)            | УЛЕ, КЛЭ, фах. дж.                                      | 1928-2002; видатний поет-лірик, також цікавий прозаїк; підписував листи протесту проти радянської сваволі, через що багато років був позбавлений можливості друкуватися |
| Микола Коробка                                           | Николай Иванович Коробка                                             | Кременець, тепер Тернопільської області                                              | (рос.)            | УЛЕ, КЛЭ                                                | 1872-1921; літературознавець, видавець та дослідник творів Гоголя |
| Володимир Короленко                                      | Владимир Галактионович Короленко                                     | Житомир                                                                              | (рос.)            | УЛЕ, КЛЭ                                                | 1853-1921; визначний письменник та сміливий громадський діяч |
| Михайло Коршунов                                         | Михаил Павлович Коршунов                                             | Сімферополь                                                                          | (рос.)            | КЛЭ                                                     | 1924-2003; дитячий письменник |
| Іван Костиря                                             | Иван Сергеевич Костыря                                               | хутір Федорівка, тепер село Федорівське Межівського району Дніпропетровської області | (рос.)            | УЛЕ                                                     | 1932-2003; лікар, геолог, прозаїк, фантаст, краєзнавець… |
| Георгій Костоправ                                        | Γιωργης Κοστοπραβ, Георгис Костоправ                                 | село Малоянисоль, тепер Куйбишеве Володарського району Донецької області             | (румейс.), (рос.) | УЛЕ, ЛУ-15.III.1984 та 09.II.1989, Радуга№ 6'1988       | 1903-1938 (репресований); перший визначний поет з приазовських греків (румеїв); організатор грецького літературного життя в Україні, а також на Кавказі; репресований; по батькові — Антонович |
| Федір Костромітін                                        | Фёдор Иванович Костромитин                                           | село Велика Бабка Чугуївського району Харківської області                            | (рос.)            | УЛЕ                                                     | 1934 |
| Яків Костюковський                                       | Яков Аронович Костюковский                                           | Золотоноша, тепер Черкаської області                                                 | (рос.)            | УЛЕ, КЛЭ                                                | 1921—2011; сатирик; писав для Тарапуньки й Штепселя; співавтор сценаріїв трьох найкращих кінокомедій Леоніда Гайдая |
| Степан Костяний                                          | Степан Порфирьевич Костяной                                          | село Соколова Балка, тепер Новосанжарського району Полтавської області               | (рос.)            | УЛЕ                                                     | 1928; про військових льотчиків писав |
| Лев Котелянський                                         | Лев Осипович Котелянский                                             | Кам'янець-Подільський                                                                | (рос.)            | УЛЕ                                                     | 1851-1879; і сатирик, і реаліст |
| Юрій Котляр                                              | Юрий Фёдорович Котляр                                                | Полтава                                                                              | (рос.)            |                                                         | 1917-2008; письменник-фантаст |
| Олександр Котляревський                                  | Александр Александрович Котляревский                                 | посад Крюкове, тепер на території міста Кременчука                                   | (рос.)            | КЛЭ                                                     | 1837-1881; славіст, археолог, етнограф; займався, зокрема, поховальними звичаями давніх слов'ян, а також давньою писемністю, історією літератури, фольклористикою, мовознавством |
| Аркадій Коц                                              | Аркадий Яковлевич Коц                                                | Одеса                                                                                | (рос.)            | КЛЭ                                                     | 1872-1943; пролетарський поет і перекладач; працював штейгером у Донбасі; найбільше уславився тим, що переклав російською текст гімну «Інтернаціонал» |
| Олександр Кравцов                                        | Александр Фёдорович Кравцов                                          | Луганськ                                                                             | (рос.)            | УЛЕ                                                     | 1915-1983; поет, журналіст |
| Сергій Кравчинський                                      | Сергей Михайлович Кравчинский                                        | село Новий Стародуб, тепер Петрівського району Кіровоградської області               | (рос.)            | УЛЕ, КЛЭ, РП                                            | 1851-1895; видатний революціонер-народник, терорист; автор кількох романів, публіцистичних та пропагандистських творів; шанувальник та популяризатор (в Європі) поезії Тараса Шевченка |
| Ісак Крамов                                              | Исаак Наумович Крамов                                                | Житомир                                                                              | (рос.)            | КЛЭ, [Архівовано 14 жовтня 2008 у Wayback Machine.]     | 1919-?; письменник, критик, автор цікавих літературних портретів |
| Леонід Крапивников                                       | Леонид Иванович Крапивников                                          | Київ                                                                                 | (рос.)            | УЛЕ                                                     | 1920-1942; авіатор; про пілотів і писав свої вірші |
| Саша Красний (Олександр Давидович Брянський)             | Саша Красный (Александр Давыдович Брянский)                          | Севастополь                                                                          | (рос.)            | УЛЕ, фах. дж.                                           | 1882-1995; мабуть, найстаріший російський поет; до Спілки письменників його прийняли у віці 102 років! І вірші писав до останніх днів! |
| Іван Кратт                                               | Иван Фёдорович Кратт                                                 | село Ольшана, тепер Ічнянського району Чернігівської області                         | (рос.)            | КЛЭ                                                     | 1899-1950; автор історичних романів про Руську Америку |
| Ніна Крахмальова                                         | Нина Варфоломеевна Крахмалёва                                        | Дебальцеве, тепер Донецької області                                                  | (рос.)            | УЛЕ                                                     | 1926 |
| Данило Крептюков                                         | Даниил Александрович Крептюков                                       | Сквира, тепер Київської області                                                      | (рос.)            | КЛЭ                                                     | 1888-1957; прозаїк; член нелегального народницького угруповання в Україні, а після революції — більшовицький діяч у Мурманську; писав, одначе, більше про Україну |
| Всеволод Крестовський                                    | Всеволод Владимирович Крестовский                                    | село Мала Березайка, тепер Мала Березянка Таращанського району Київської області     | (рос.)            | УЛЕ, КЛЭ, РП                                            | 1840-1895; популярний бульварний письменник, автор сумнозвісних «Петербурзьких нетрів» та ще бридкіших «антинігілістичних» та антисемітських романів; український рух та особисто Тараса Шевченка трактував зневажливо, з монархічних позицій; але Шевченка таки перекладав російською; не плутати з Надією Дмитрівною Хвощинською, яка користувалася псевдонімом «В. Крестовський» |
| Борис Кржевський                                         | Борис Аполлонович Кржевский                                          | Київ                                                                                 | (рос.)            | КЛЭ                                                     | 1887-1954; літературознавець, перекладач |
| Сиґізмунд Кржижановський                                 | Сигизмунд Доминикович Кржижановский                                  | Київ                                                                                 | (рос.)            | УЛЕ, КЛЭ                                                | 1887-1950; його похмура фантастика нагадує раз Булгакова, раз Кафку; майже не видавався до кінця вісімдесятих років |
| Фелікс Кривін                                            | Феликс Давыдович Кривин                                              | Маріуполь                                                                            | (рос.)            | УЛЕ, КЛЭ                                                | 1928; надзвичайно оригінальний майстер прозаїчних байок та притч; мудрий та дотепний, а іноді кумедний |
| Анатолій Крим                                            | Анатолий Исаакович Крым                                              | Вінниця                                                                              | (рос.)            | УЛЕ                                                     | 1946; прозаїк, драматург; останнім часом перейшов на українську мову, тому незабаром облишить цей список, перейде до іншого |
| Олена Криштоф                                            | Елена Георгиевна Криштоф                                             | Ялта                                                                                 | (рос.)            | УЛЕ                                                     | 1925 |
| Євген Кріґер                                             | Евгений Генрихович Кригер                                            | Одеса                                                                                | (рос.)            | КЛЭ                                                     | 1906-1983; автор радянських нарисів |
| Онисим Кронгауз                                          | Анисим Максимович Кронгауз                                           | Харків                                                                               | (рос.)            | КЛЭ                                                     | 1920-1988; поет, перекладач |
| Еміль Кроткий (Емануїл Якович Герман)                    | Эмиль Кроткий (Эммануил Яковлевич Герман)                            | Кам'янець-Подільський                                                                | (рос.)            | КЛЭ                                                     | 1892-1963; «крокодильський» сатирик (а спочатку «сатириконський»), майстер епіграми |
| Олексій Кручоних (Кручений)                              | Алексей Елисеевич Кручёных                                           | село Олевка, тепер Музиківка Білозерського району Херсонської області                | (рос.)            | УЛЕ, КЛЭ, РП                                            | 1886-1968; один з найрадикальніших російських футуристів; поет та теоретик |
| Костянтин Кудієвський                                    | Константин Игнатович Кудиевский                                      | Цюрупинськ, тепер Херсонської області                                                | (рос.)            | УЛЕ                                                     | 1923-1992; прозаїк-мариніст, лауреат премії ім. П. Г. Тичини «Чуття єдиної родини» |
| Анатолій Кузнецов                                        | Анатолий Васильевич Кузнецов                                         | Київ                                                                                 | (рос.)            | УЛЕ, КЛЭ                                                | 1929-1979; автор знаменитої повісті «Бабин яр»; втік до Британії |
| Євген Кузнецов                                           | Евгений Семёнович Кузнецов                                           | Керч                                                                                 | (рос.)            | УЛЕ                                                     | 1912-1994; радянський поет |
| Михайло Кузнецов                                         | Михаил Матвеевич Кузнецов                                            | Одеса                                                                                | (рос.)            | КЛЭ                                                     | 1914-1980; радянський критик; нецікавий |
| Василь Кулєшов                                           | Василий Иванович Кулешов                                             | Ровеньки, тепер Донецької області                                                    | (рос.)            | КЛЭ                                                     | 1919-?; літературознавець |
| Григорій Курєньов                                        | Григорий Самойлович Куренёв                                          | Нікополь                                                                             | (рос.)            | КЛЭ                                                     | 1921; радянський поет |
| Йосип Курлат                                             | Иосиф Борисович Курлат                                               | Луганськ                                                                             | (рос.)            | УЛЕ                                                     | 1927-2000; поет, дитячий письменник, перекладач |

## Л
| Л                                              |                                                    |                                                                     |                  | | |
| Борис Лавреньов                                | Борис Андреевич Лавренёв                           | Херсон                                                              | (рос.)           | УЛЕ, КЛЭ                                                                                            | 1891-1959; поет, прозаїк та дуже відомий драматург; за деякими відомостями, справжнє прізвище — Сергєєв |
| Л. Лазарєв (Лазар Ілліч Шиндель)               | Л. Лазарев (Лазарь Ильич Шиндель)                  | Харків                                                              | (рос.)           | КЛЭ                                                                                                 | 1924-2010; критик; приятель Віктора Некрасова; воював під Сталінградом; редактор фільму Тарковського «Соляріс»; від 1992 і до самої смерті очолював журнал «Вопросы литературы» |
| Соломон Лазурін (Соломон Мойсейович Баєвський) | Соломон Лазурин (Соломон Моисеевич Баевский)       | Мелітополь                                                          | (рос.)           | УЛЕ, фах. дж.                                                                                       | 1899-1959; кіносценарист і драматург |
| Євген Ланн (Євген Львович Лозман)              | Евгений Ланн (Евгений Львович Лозман)              | Харків                                                              | (рос.)           | КЛЭ                                                                                                 | 1896-1958; перекладач і коментатор англійської літератури, великий її знавець; писав також історичні романи з англійської тематики та літературні розвідки; дуже любив Харків, хоча мешкав у Москві; разом із смертельно хворою жінкою наклав на себе руки, бо не хотів втрачати її                               |
| Марко Ланськой                                 | Марк Зосимович Ланской                             | Миколаїв                                                            | (рос.)           | КЛЭ                                                                                                 | 1909-1990; прозаїк-баталіст; також сатирик, гуморист, детективник, кіносценарист… |
| Борис Ластовенко                               | Борис Яковлевич Ластовенко                         | село Старомайорське Великоновосілківського району Донецької області | (рос.)           | УЛЕ                                                                                                 | 1946; поет, прозаїк |
| Олександр Лебеденко                            | Александр Гервасьевич Лебеденко                    | Черкаси                                                             | (рос.)           | КЛЭ                                                                                                 | 1892-1975; учасник Першої світової та Громадянської війн; про них і писав (але не тільки) |
| Вільгельм Левік                                | Вильгельм Вениаминович Левик                       | Київ                                                                | (рос.)           | КЛЭ                                                                                                 | 1907-1982; російський поет-перекладач |
| Вадим Левін                                    | Вадим Александрович Левин                          | Харків                                                              | (рос.)           | УЛЕ, [Архівовано 13 серпня 2009 у Wayback Machine.], [Архівовано 28 травня 2009 у Wayback Machine.] | 1933; поет, перекладач, кандидат психологічних наук; автор чудових імітацій англійських дитячих віршів (найкраща збірка — «Нерозумна конячка»; рос. «Глупая лошадь») |
| Кирило Левін                                   | Кирилл Яковлевич Левин                             | Одеса                                                               | (рос.)           | КЛЭ                                                                                                 | 1892-1980; прозаїк; учасник Першої світової війни, був у полоні |
| Роман Левін                                    | Роман Александрович Левин                          | Лубни, тепер Полтавської області                                    | (рос.)           | УЛЕ                                                                                                 | 1930; поет, прозаїк, лібретист; один з небагатьох вцілілих в'язнів Берестейського ґетто |
| Раїса Левіна                                   | Раиса Зельмановна (или Семёновна) Левина           | Одеса                                                               | (рос.)           | УЛЕ                                                                                                 | 1903-1993; поетка, прозаїкиня; її мандрівне життя дало матеріал для творів і про Маньчжурію, і про Україну |
| Гаврило Левінзон                               | Гавриил Александрович Левинзон                     | Харків                                                              | (рос.)           | УЛЕ                                                                                                 | 1935; прозаїк; пише для дітей |
| Юрій Левітанський                              | Юрий Давыдович Левитанский                         | Київ                                                                | (рос.)           | КЛЭ                                                                                                 | 1922-1996; поет, перекладач; учасник Другої світової війни; один з найкращих російських поетів пізнього радянського періоду |
| Софія Левітіна                                 | София Марковна Левитина                            | Новгород-Сіверський, тепер Чернігівської області                    | (рос.)           | УЛЕ                                                                                                 | 1891-1957; прозаїкиня, драматургиня; послідовна більшовичка і в житті (була політпрацівницею Червоної армії), і в літературі (у творах виправдовувала Голодомор, брала участь у цькуванні Олександра Шумського, Миколи Скрипника, Миколи Хвильового, Івана Микитенка)                                             |
| Ірина Левченко                                 | Ирина Николаевна Левченко                          | Кадіївка, тепер Луганської області                                  | (рос.)           | КЛЭ                                                                                                 | 1924-1973; прозаїкиня; учасниця Другої світової війни, Герой СРСР; 1961 отримала медаль Флоренс Найтінґейл (починала на фронті санінструкторкою); тематика творів типово радянська: війна, цілина, будівництво |
| І. Лежнєв (Ісай Григорович Альтшулер)          | И. Лежнев (Исай Григорьевич Альтшулер)             | Миколаїв                                                            | (рос.)           | КЛЭ                                                                                                 | 1891-1955; літературознавець та публіцист; 1926 року як «зміновіхівець» був висланий за кордон, але вже 1930 повернувся й був прийнятий до ВКП(б) (1933) |
| Тамара Леонова                                 | Тамара Ивановна Леонова                            | Катеринослав, тепер Дніпропетровськ                                 | (рос.)           | УЛЕ                                                                                                 | 1909-1973; прозаїкиня |
| Ольга Лепко                                    | Ольга Александровна Лепко                          | Ізмаїл, тепер Одеської області                                      | (рос.)           | УЛЕ                                                                                                 | 1840-1905; поетеса, перекладачка з української, польської, французької; її книжка «Чигиринский торбанист-певец» містила переклади з Шевченка, Котляревського та Гулака-Артемовського поряд з оригіналами |
| Микола Лернер                                  | Николай Осипович Лернер                            | Одеса                                                               | (рос.)           | КЛЭ                                                                                                 | 1877-1934; визначний літературознавець, биограф Олександра Пушкіна, Петра Чаадаєва, Аполлона Григор'єва, Миколи Лєскова та інших |
| Юрій Либединський                              | Юрий Николаевич Либединский                        | Одеса                                                               | (рос.)           | УЛЕ, КЛЭ                                                                                            | 1898-1959; прозаїк; серед радянських вважався за визначного; учасник Громадянської та Другої світової воєн |
| Євгенія Лизунова                               | Евгения Васильевна Лизунова                        | Дніпропетровськ                                                     | (казах.), (рос.) | УЛЕ, КЛЭ                                                                                            | 1926-1993; літературознавиця; членкиня-кореспондентка Національної академії наук Казахстану |
| Віктор Ликов                                   | Виктор Васильевич Лыков                            | Бердянськ Запорізької області                                       | (рос.)           | УЛЕ                                                                                                 | 1930-1993; прозаїк, кіносценаріст; служив на флоті, про море й писав (гостросюжетний роман «Море солоне» був аж на три томи) |
| Семен Липкін                                   | Семён Израилевич Липкин                            | Одеса                                                               | (рос.)           | КЛЭ                                                                                                 | 1911-2003; поет, перекладач (переважно зі східних мов), автор роману «Декада» про сталінську «національну політику»; зберіг рукопис заарештованого роману Ґроссмана; 1979 року вийшов зі Спілки радянських письменників на знак протесту проти виключення Віктора Єрофєєва та Євгена Попова                       |
| Казимир Лисовський                             | Казимир Леонидович Лисовский                       | село Обрадівка, тепер Вінницької області                            | (рос.)           | КЛЭ                                                                                                 | 1919-1980; помітний сибірський поет |
| Марко Лисянський                               | Марк Самойлович Лисянский                          | Одеса                                                               | (рос.)           | УЛЕ, КЛЭ                                                                                            | 1913-1993; поет, автор текстів багатьох пісень, зокрема «Дорога моя столиця», яка вже після його смерті стала гімном Москви; воював, був тяжко поранений |
| Тетяна Литвинова                               | Татьяна Александровна Литвинова                    | село Довгалівка Балаклійського району Харківської області           | (рос.)           | УЛЕ                                                                                                 | 1956; поетеса |
| Леонід Лиходєєв                                | Леонид Лиходеев (Леонид Израилевич Лидес)          | Юзівка, тепер Донецьк                                               | (рос.)           | КЛЭ, фах. дж.                                                                                       | 1921-1994; дуже гострий сатирик |
| Бенедикт Лівшиць                               | Бенедикт Константинович Лившиц                     | Одеса                                                               | (рос.)           | УЛЕ, КЛЭ                                                                                            | 1887-1938; поет-футурист, але не без впливу символістів; залишив цікаві спогади про братів Бурлюків та інших футуристів; репресований |
| Йосип Лікстанов                                | Иосиф Исаакович Ликстанов                          | Суми                                                                | (рос.)           | КЛЭ                                                                                                 | 1900-1955; дитячий письменник |
| Раїса Лінцер                                   | Раиса Исаевна Линцер                               | Єлизаветград, тепер Кіровоград                                      | (рос.)           | КЛЭ                                                                                                 | 1905-?; перекладачка з французької та іспанської (Дідро, Бальзак, Жорж Санд, Моріак, Бласко Ібаньєс, новітні латиноамериканські письменники і багато інших) |
| Володимир Ліфшиц                               | Владимир Александрович Лифшиц                      | Харків                                                              | (рос.)           | КЛЭ                                                                                                 | 1913-1978; прозаїк, поет, сатирик |
| Михайло Ліфшиц                                 | Михаил Александрович Лифшиц                        | Мелітополь                                                          | (рос.)           | КЛЭ                                                                                                 | 1905-1983; філософ, естетик, літературний критик |
| Антон Ловенгардт                               | Антон Сигизмундович Ловенгардт                     | Одеса                                                               | (рос.)           | УЛЕ                                                                                                 | 1875->1941; письменник, журналіст, видавець; вів загадковий і мандрівний триб життя |
| Анатолій Луначарський                          | Анатолий Васильевич Луначарский                    | Полтава                                                             | (рос.)           | УЛЕ, КЛЭ                                                                                            | 1875-1933; серед більшовицьких діячів не найгірший; був добре освічений, виступав як філософ, літературознавець, драматург; багато перекладав, зокрема, нобелевських лауреатів Гессе та Шпіттелера; добре знав українську літературу, залишив низку праць про Шевченка, Коцюбинського, Драгоманова, Лесю Українку |
| Олена Любарьова                                | Елена Петровна Любарёва                            | Київ                                                                | (рос.)           | КЛЭ                                                                                                 | 1917-?; критикиня, літературознавиця |
| Володимир Ляленков                             | Владимир Дмитриевич Ляленков                       | Костянтинівка, тепер Донецької області                              | (рос.)           | КЛЭ                                                                                                 | 1930; прозаїк; за основним фахом будівельник та гідротехнік |
| Володимир Лясковський                          | Владимир Георгиевич Лясковский                     | Катеринослав, тепер Дніпропетровськ                                 | (рос.)           | УЛЕ                                                                                                 | 1918-?; прозаїк |
| Микола Ляшко                                   | Николай Ляшко (Николай Николаевич Лященко)         | Лебедин, тепер Сумської області                                     | (рос.)           | УЛЕ, КЛЭ                                                                                            | 1884-1953; небезталанний прозаїк більшовицького напрямку, один з керівників літературного угруповання «Кузница»; двічі був репресований за царату; для українського читача, мабуть, найцікавіша його автобіографічна повість «Микола з Лебедина»                                                                  |
| В. Львов-Рогачевський                          | В. Львов-Рогачевский (Василий Львович Рогачевский) | Харків                                                              | (рос.)           | КЛЭ                                                                                                 | 1874-1930; літературознавець та критик; автор монографії «Русско-еврейская литература», передмови до творів О. П. Бібіка, праць про Горького, Вересаєва, Чехова, Блока, Беранже, Верхарна та ін.; напівмарксист                                                                                                   |

## М
| М                                           |                                                  |                                                                             |                 |                | |
| Іван Мавроді                                | Иван Мавроди, Иван Васильевич Мавроди            | село Катаржине, тепер Червонознам'янка Іванівського району Одеської області | (болг.), (рос.) | УЛЕ            | 1911-1981; прозаїк; учасник Другої світової війни; до війни писав болгарською мовою, після — російською |
| Олексій Макаренко                           | Алексей Алексеевич Макаренко                     | Харків                                                                      | (рос.)          | КЛЭ            | 1860-1942; фольклорист, етнограф; був засланий до Сибіру; автор однієї з найкращих праць про російський обрядовий фольклор «Сибирский народный календарь в этнографическом отношении» (1913); загинув під час блокади Ленінграда                           |
| Антін Макаренко                             | Антон Семёнович Макаренко                        | Білопілля, тепер Сумської області                                           | (рос.)          | УЛЕ, КЛЭ       | 1888-1939; видатний український педагог, а також російський прозаїк |
| Володимир Маккавейський                     | Владимир Николаевич Маккавейский                 | Київ                                                                        | (рос.)          | УЛЕ, фах. дж.  | 1893-1920; поет, перекладач, філософ; Ілля Еренбург називав його «київським Вячеславом Івановим», а академік Гаспаров — «київським Малларме»; загинув у лавах білої армії під Ростовом                                                                     |
| Михайло Маклярський                         | Михаил Борисович Маклярский                      | Одеса                                                                       | (рос.)          | КЛЭ            | 1909-?; драматург та кіносценарист; про розвідників писав; був директором Вищих сценарних курсів у Москві |
| Василь Маковецький                          | Василий Яковлевич Маковецкий                     | Ірпінь Київської області                                                    | (рос.)          | УЛЕ            | 1931; прозаїк; писав головним чином про Керч; також дитячий письменник |
| Георгій Макогоненко                         | Георгий Пантелеймонович Макогоненко              | Зміїв, тепер Харківської області                                            | (рос.)          | КЛЭ            | 1912-1986; визначний літературознавець, спеціалізувався головним чином у російській літературі XVIII століття; професор Ленінградського університету; учасник оборони Ленінграда                                                                           |
| Марко Максимов                              | Марк Максимов (Марк Давидович Липович)           | Сновськ, тепер Щорськ Чернігівської області                                 | (рос.)          | КЛЭ            | 1918-?; поет; також трохи драматург та кіносценарист; перекладач; учасник Другої світової війни, був у полоні, втік, воював у партизанському з'єднанні |
| Юрій Мамакін                                | Юрий Анатольевич Мамакин                         | Харків                                                                      | (рос.)          | УЛЕ            | 1940; прозаїк; за фахом інженер-будівельник |
| Геннадій Мамлін                             | Геннадий Семёнович Мамлин                        | Сімферополь                                                                 | (рос.)          | КЛЭ            | 1925-2003; дитячий письменник: поет, прозаїк, драматург |
| Дмитро Марков                               | Дмитрий Фёдорович Марков, Димитър Тодоров Марков | село Преслав, тепер Запорізької області                                     | (рос.), (болг.) | КЛЭ, фах. дж.  | 1913-1990; літературознавець, фахівець із соцреалізму, колишній свинопас із болгарського села, а згодом дійсний член Академії наук СРСР; віршував болгарською мовою                                                                                        |
| Олександр Мар'ямов                          | Александр Моисеевич Марьямов                     | Одеса                                                                       | (рос.)          | КЛЭ            | 1909-1972; автор нарисів; критик |
| Іван Маслов                                 | Иван Степанович Маслов                           | село Тернова, тепер Харківського району Харківської області                 | (рос.)          | УЛЕ            | 1939; прозаїк, літературознавець; був головним редактором журналу «Прапор» |
| Михайло Матусовський                        | Михаил Львович Матусовский                       | Луганськ                                                                    | (рос.)          | УЛЕ, КЛЭ       | 1915-1990; один з найвідоміших радянських поетів-піснярів (автор тесту пісні «Подмосковные вечера»); разом з Костянтином Симоновим написав книгу «Луганчане»; українській тематиці присвячено багато його віршів, а також книга спогадів «Сімейний альбом» |
| Микола Матяш                                | Николай Иванович Матяш                           | село Ісківці, тепер Лохвицького району Полтавської області                  | (рос.)          | УЛЕ            | 1890-1949; прозаїк |
| Микола Мацуєв                               | Николай Иванович Мацуев                          | село Блистова, тепер Менського району Чернігівської області                 | (рос.)          | УЛЕ, КЛЭ       | 1894-1975; провідний російський бібліограф; також критик |
| Йосип Машбіц-Вєров                          | Иосиф Маркович Машбиц-Веров                      | Катеринослав, тепер Дніпропетровськ                                         | (рос.)          | КЛЭ            | 1900-1989; критик, літературознавець |
| Семен Машинський                            | Семён Иосифович Машинский                        | село Білозір'я, тепер Черкаського району Черкаської області                 | (рос.)          | УЛЕ, КЛЭ       | 1914-1978; літературознавець |
| Єлеазар Мелетинський                        | Елеазар Моисеевич Мелетинский                    | Харків                                                                      | (рос.)          | КЛЭ, фах. дж.  | 1918-2005; визначний фольклорист та етнограф, один із чільних представників структуралізму в радянській науці; друкувався у «Всесвіті»; учасник Другої світової війни (незадовго до смерті опублікував цікаві спогади); був репресований                   |
| Володимир Мельник                           | Владимир Александрович Мельник                   | Ніжин, тепер Чернігівської області                                          | (рос.)          | УЛЕ            | 1941; літературознавець |
| Олександра Мельникова                       | Александра Николаевна Мельникова                 | село Шедієве, тепер Новосанжарського району Полтавської області             | (рос.)          | УЛЕ            | 1848-1902; авторка дитячих оповідань та казок, збірки віршів, цінних спогадів про Тараса Шевченка, Марію Башкирцеву, Петра Чайковського |
| Іван Мельниченко                            | Иван Максимович Мельниченко                      | село Возсіятське, тепер Єланецького району Миколаївської області            | (рос.)          | УЛЕ            | 1930; поет, прозаїк |
| Морис Мендельсон                            | Морис Осипович Мендельсон                        | Катеринослав, тепер Дніпропетровськ                                         | (рос.)          | КЛЭ            | 1904-1982; критик, літературознавець, фахівець з американської літератури, бо довго мешкав у США |
| Раїса Мессер                                | Раиса Давыдовна Мессер                           | Катеринослав, тепер Дніпропетровськ                                         | (рос.)          | КЛЭ            | 1905-1984; радянська літературознавиця |
| Ізраїль Меттер                              | Израиль Моисеевич Меттер                         | Харків                                                                      | (рос.)          | КЛЭ            | 1909-1996; прозаїк; за його повістю поставлено відомий кінофільм «До мене, Мухтар!» |
| Анатолій Мєдников                           | Анатолий Михайлович Медников                     | Катеринослав, тепер Дніпропетровськ                                         | (рос.)          | КЛЭ            | 1918-?; прозаїк; писав про робітників та про війну |
| Дмитро Мирський                             | князь Дмитрий Петрович Святополк-Мирский         | село Гіївка, тепер у складі Люботина Харківської області                    | (рос.), (англ.) | КЛЭ            | 1890-1939; визначний критик та літературознавець, також трохи поет; член комуністичної партії Великої Британії; репресований, загинув на Колимі |
| Валерій Митрохін                            | Валерий Владимирович Митрохин                    | село Арпач, тепер Ленінського району Автономної Республіки Крим             | (рос.)          | УЛЕ            | 1946; поет, прозаїк, журналіст |
| Анатолій Мілявський                         | Анатолий Исаевич Милявский                       | Сімферополь                                                                 | (рос.)          | УЛЕ            | 1925-1999; поет, прозаїк, доктор медичних наук, учасник Другої світової війни (служив у штурмовій авіації) |
| Емілій Міндлін                              | Эмилий Львович Миндлин                           | Олександрівськ, тепер Запоріжжя                                             | (рос.)          | КЛЭ            | 1900-1981; як прозаїк і поет цілковито радянський, але залишив цікаві спогади про Волошина, Цвєтаєву та ін. |
| Степан Мішура                               | Степан Кириллович Мишура                         | Київ                                                                        | (рос.)          | УЛЕ            | 1916-1960; прозаїк, військовик, літературний чиновник |
| Федір Міщенко                               | Фёдор Герасимович Мищенко                        | Прилуки, тепер Чернігівської області                                        | (рос.)          | КЛЭ, УЛЕ       | 1848-1906; філолог та історик-еллініст, член-корреспондент Петербурзької академії наук; УЛЕ вважає його і російським, і українським, отже, можливо, прийдеться перенести до іншого списку                                                                  |
| Юнна Моріц                                  | Юнна Петровна Мориц                              | Київ                                                                        | (рос.)          | УЛЕ, КЛЭ       | 1937; лірична поетка; авторка відомих дитячих віршів (також у формі пісень) |
| Михайло Морозов                             | Михаил Владимирович Морозов                      | Балта, тепер Одеської області                                               | (рос.)          | КЛЭ            | 1868-1938; письменник і літературний критик; до революції більшовик-підпільник |
| Микола Моршен (Микола Миколайович Марченко) | Николай Моршен (Николай Николаевич Марченко)     | Бірзула, тепер Котовськ Одеської області                                    | (рос.)          | СПРЗ, фах. дж. | 1917-2001; поет, дуже винахідливий у царині форми; представник «другої хвилі» еміграції |
| Костянтин Мочульський                       | Константин Васильевич Мочульский                 | Одеса                                                                       | (рос.)          | КЛЭ            | 1892-1948; визначний літературознавець, автор монографій про Федора Достоєвського, Володимира Соловйова, Миколу Гоголя та ін.; емігрант; переслідувався гестаповцями                                                                                       |

## Н
| Н                    |                                | |                |          | |
| Ніна Над'ярних       | Нина Степановна Надъярных      | Остер, тепер Козелецького району Чернігівської області                                                                | (рос.)         | УЛЕ      | 1927; літературознавиця, головна наукова співробітниця Інституту світової літератури РАН, авторка багатьох досліджень з української літератури, зокрема монографії про Дмитра Чижевського (2005)                                        |
| Ольга Накко          | Ольга Егоровна Накко           | Одеса | (рос.)         | УЛЕ      | 1832-1919; прозаїкиня; тривалий час учителювала у Вилковому та селах Ізмаїльського повіту; в її оповіданнях та нарисах багато уваги приділено життю українських, молдавських, болгарських та гагаузьких селян                           |
| Володимир Нарбут     | Владимир Иванович Нарбут       | хутір Нарбутівка, тепер село Червоне Глухівського району Сумської області                                             | (рос.)         | УЛЕ, КЛЭ | 1888-1938; видатний поет, акмеїст; брат Георгія Нарбута; репресований |
| Василь Наріжний      | Василий Трофимович Нарежный    | село Устивиця, тепер Великобагачанського району Полтавської області                                                   | (рос.)         | УЛЕ, КЛЭ | 1780-1825; перший російський романіст; попередник Гоголя |
| Анатолій Наумов      | Анатолий Иванович Наумов       | Красний Лиман Донецької області                                                                                       | (рос.)         | УЛЕ      | 1938; прозаїк-гуморист |
| Яким Нахімов         | Аким Николаевич Нахимов        | Богодухівський повіт Слобідсько-Української губернії                                                                  | (рос.)         | УЛЕ, КЛЭ | 1782-1814; поет-сатирик; родич флотоводця |
| Микола Недоброво     | Николай Владимирович Недоброво | Харків | (рос.)         | УЛЕ      | 1882-1919; поет, прозаїк, драматург; в Петербурзі мав репутацію «законодавця смаків» |
| Борис Нейман         | Борис Владимирович Нейман      | Миколаїв | (рос.)         | КЛЭ      | 1888-1969; літературознавець; досліджував головно творчість Лермонтова |
| Сергій Нейолов       | Сергей Алексеевич Неёлов       | Чернігів | (рос.)         | КЛЭ      | 1779-1852; поет-епіграматист; іноді його навіть із Пушкіним плутали |
| Віктор Некрасов      | Виктор Платонович Некрасов     | Київ | (рос.)         | УЛЕ, КЛЭ | 1911-1987; прозаїк (також кіносценаріст); автор одної з найкращих повістей провійну — «В окопах Сталінграда»; багато писав про Київ; був виключений зі Спілки письменників і примушений до еміґрації                                    |
| Микола Некрасов      | Николай Алексеевич Некрасов    | Немирів, тепер Вінницької області; за іншими даними — село Синьки, тепер Ульяновського району Кіровоградської області | (рос.)         | УЛЕ, КЛЭ | 1821-1878; провідний російський поет соціального напрямку |
| Федір Непоменко      | Фёдор Иванович Непоменко       | село Любо-Надеждівка, тепер Кіровоградського району Кіровоградської області                                           | (рос.)         | УЛЕ      | 1927; прозаїк |
| Ірина Неупокоєва     | Ирина Григорьевна Неупокоева   | Лебедин, тепер Сумської області                                                                                       | (рос.)         | УЛЕ, КЛЭ | 1917-1977; літературознавиця, авторка праць про романтизм у європейських літературах; одна з керівниць проєкту багатотомної «Історії всесвітньої літератури»                                                                            |
| Милиця Нечкіна       | Милица Васильевна Нечкина      | Ніжин | (рос.)         | КЛЭ      | 1901-1985; історикиня; академік АН СРСР; займалася переважно декабристами, в тому числі й питаннями, пов'язаними з художньою літературою                                                                                                |
| Лев Нікулін          | Лев Вениаминович Никулин       | Житомир | (рос.)         | КЛЭ      | 1891-1967; прозаїк; писав у багатьох жанрах, але найбільше вславився пригодницькими романами («Жодних випадковостей», «Тайна сейфу», «Мертва хвиля»)                                                                                    |
| Юрій Нікулін         | Юрий Вениаминович Никулин      | Одеса | (рос.)         | КЛЭ      | 1907-1958; драматург; брат Лева Нікуліна; не плутати з відомим клоуном та кіноактором Юрієм Володимировичем Нікуліним |
| Віра Новікова        | Вера Александровна Новикова    | Севастополь | (рос.)         | КЛЭ      | 1918-1972; індологиня, фахівчиня із бенгальської літератури |
| Андрій Новодворський | Андрей Осипович Новодворский   | Липовецький повіт Київської губернії                                                                                  | (рос.)         | КЛЭ      | 1853-1882; прозаїк щедрінської школи |
| Микола Носов         | Николай Николаевич Носов       | Київ | (рос.)         | КЛЭ      | 1908-1976; один з найвизначніших російських дитячих письменників, автор славетного Незнайка |
| Ілля Нусінов         | Илья Исаакович Нусинов         | Київ | (рос.)         | КЛЭ      | 1920-1970; драматург та кіносценарист; працював у співавторстві з С. Л. Лунгіним; найкращий фільм за їхнім сценарієм — «Жив співучий дрізд»                                                                                             |
| Ісак Нусінов         | ?                              | Черняхів, тепер Житомирської області                                                                                  | (рос.), (їдиш) | КЛЭ      | 1889-1950; критик та літературознавець, автор досліджень про Менеделе Мойхер-Сфоріма, Шолом-Алейхема, Переца Маркіша, а також Шекспіра, Діккенса, Пушкіна, Лева Толстого, Чехова, Роллана, Пруста; репресований; по батькові — Маркович |

## О
| О                                |                                          | |        |               | |
| Дмитро Овсянико-Куликовський     | Дмитрий Николаевич Овсянико-Куликовский  | Каховка, тепер Херсонської області                                                                     | (рос.) | КЛЭ           | 1853-1920; літературознавець, історик культури (послідовник О. П. Потебні); також лінгвіст (визначний санскритолог) |
| Володимир Огнєв                  | Владимир Фёдорович Огнев                 | Полтава                                                                                                | (рос.) | КЛЭ           | 1923; літературознавець, критик, кінодраматург |
| Арнольд Одинцов                  | Арнольд Одинцов (Арнольд Борисович Одэр) | Харків                                                                                                 | (рос.) | КЛЭ           | 1913-?; нарисовець, повістяр, перекладач із таджицької, узбецької, татарської |
| Ольга Озаровська                 | Ольга Эрастовна Озаровская               | Миколаїв                                                                                               | (рос.) | КЛЭ           | 1874-1933; фольклористка (північноросійський фольклор); її відкриття та виконання билин з естради були сенсацією в тогочасній Москві; працювала під началом Дмитра Менделєєва, про якого залишила спогади |
| Лев Озеров                       | Лев Озеров (Лев Адольфович Ґольдберґ)    | Київ                                                                                                   | (рос.) | КЛЭ, фах. дж. | 1914-1996; поет (першу свою збірку, «Приднепровье», видав у Києві);також перекладач (зокрема, переклав багато українських поезїй), літературознавець (перша його окрема літературознавча книжка була про творчість Павла Тичини; згодом чимало зробив для повернення імен забутих, репресованих чи замовчуваних поетів — Ахматової, Пастернака, Заболоцького, Кедріна, Оболдуєва; також був заповзятим оборонцем російської літери ё) |
| Олександр Ойслендер              | Александр Ефимович Ойслендер             | село Ходорків, тепер Попільнянського району Житомирської області                                       | (рос.) | КЛЭ           | 1908-1963; поет, перекладач; служив на Чорноморському, а під час війни — на Північному флоті |
| Петро Ойфа                       | Пётр Наумович Ойфа                       | Єлисаветград, тепер Кіровоград                                                                         | (рос.) | КЛЭ           | 1907-1987; поет; воював на Ленінградському фронті |
| Юліан Оксман                     | Юлиан Григорьевич Оксман                 | Вознесенськ Херсонської губернії, тепер Миколаївської області                                          | (рос.) | КЛЭ           | 1895-1970; видатний літературознавець |
| Олександр Оленич-Гнененко        | Александр Павлович Оленич-Гнененко       | село Кегичівка Полтавської губернії, тепер Харківської області                                         | (рос.) | КЛЭ           | 1893-1963; помітний сибірський поет та більшовицький діяч пореволюційної доби; перекладав Тараса Шевченка, Едґара По та Льюїса Керролла |
| Юрій Олеша                       | Юрий Карлович Олеша                      | Єлисаветград, тепер Кіровоград                                                                         | (рос.) | КЛЭ           | 1899-1960; прозаїк, драматург; видатний стиліст; автор романів «Заздрість» та «Три гладуни»; в розвідці Аркадія Бєлінкова «Загибель та здача радянського інтелігента» постать Олеши взято як модельну для цілого покоління письменників |
| Йосип Ольшанський                | Иосиф Григорьевич Ольшанский             | Кременчук                                                                                              | (рос.) | КЛЭ           | 1918-2003; драматург, киносценарист, прозаїк; найвідоміший фільм за його сценарієм — «Дом, в якому я живу» |
| О. Л. д'Ор (Йосип Львович Оршер) | О. Л. д'Ор (Осип Львович Оршер)          | село Старе Переяславського повіту Полтавської губернії, тепер Бориспільського району Київської області | (рос.) | КЛЭ, РП       | 1878-1942; сатирик, автор славнозвісної пародійної «Російської історії» |
| Володимир Орлов                  | Владимир Иванович Орлов                  | Полтава                                                                                                | (рос.) | КЛЭ           | 1916-1974; автор научно-популярних творів |
| Валентина Осеєва                 | Валентина Александровна Осеева-Хмелева   | Київ                                                                                                   | (рос.) | КЛЭ           | 1902-1969; дуже відома свого часу радянська дитяча письменниця |
| Наум Осипович                    | Наум Маркович Осипович                   | Очаків, тепер Миколаївської області                                                                    | (рос.) | КЛЭ           | 1870-1937; прозаїк; народоволець, вісімнадцять років перебував у в'язницях та на засланні |
| Микола Островський               | Николай Алексеевич Островский            | село Вілія, тепер Острозького району Рівненської області                                               | (рос.) | КЛЭ           | 1904-1936; письменник радянської літератури |
| Еміль Офін                       | Эмиль Михайлович Офин                    | Харків                                                                                                 | (рос.) | КЛЭ           | 1911-1978; прозаїк, автор романтичних творів переважно для дітей |
| Петро Охріменко                  | Пётр Фёдорович Охрименко                 | село Верхолісся Чернігівської губернії                                                                 | (рос.) | КЛЭ           | 1888-?; перекладач; за рекомендацією Лева Толстого працював на заводі Едісона |

## П
| П                                   |                                               | |        |               | |
| Михайло Папава                      | Михаил Григорьевич Папава                     | Харків | (рос.) | КЛЭ           | 1906-1975; кінодраматург |
| Зиновій Паперний                    | Зиновий Самойлович Паперный                   | Гайсин, тепер Вінницької області                                                                                   | (рос.) | КЛЭ           | 1919-1996; гострий і винахідливий сатирик, літературознавець |
| Ярема Парнов                        | Еремей Иудович Парнов                         | Харків | (рос.) | КЛЭ           | 1935-2009; фантаст, найбільше відомий творами, писаними в співавторстві з Михайлом Ємцевим |
| Леонід Пасенюк                      | Леонард Михайлович Пасенюк                    | Велика Цвіля, тепер Ємільчинського району Житомирської області                                                     | (рос.) | КЛЭ           | 1926; поет і мандрівник |
| Лев Пеньковський                    | Лев Минаевич Пеньковский                      | Кременчук | (рос.) | КЛЭ           | 1894-1971; поет-перекладач |
| Ольга Перовська                     | Ольга Васильевна Перовская                    | село Василівка Мелітопольського повіту Таврійської губернії, тепер Запорізької області                             | (рос.) | КЛЭ           | 1902-1961; авторка знаменитої дитячої книжки «Малята та звірята»; її дід (брат Софії Перовської) був політкаторжником, її саму теж було репресовано |
| Віктор Перцов                       | Виктор Осипович Перцов                        | Харків | (рос.) | КЛЭ           | 1898-1980; радянський літературознавець, біограф Маяковського |
| Євг. Петров (Євген Петрович Катаєв) | Евг. Петров (Евгений Петрович Катаев)         | Одеса | (рос.) | УЛЕ, КЛЭ      | 1903-1942; славетний співавтор «Дванадцяти стільців» та «Золотого теляти», брат славетного Валентина Катаєва |
| Дмитро Петровський                  | Дмитрий Васильевич Петровский                 | Дроздівка, тепер Куликівського району Чернігівської області                                                        | (рос.) | КЛЭ           | 1892-1955; як поет (і трошки художник: був близький до «Червоного валета») — авангардист; як прозаїк — цілком радянський оповідач історій про партизанів Громадянської війни (сам брав участь) |
| Володимир Печерін                   | Владимир Сергеевич Печерин                    | село Димерка, тепер Велика Димерка Броварського району Київської області                                           | (рос.) | КЛЭ, фах. дж. | 1807-1885; легендарний дисидент царських часів; був пов'язаний із Герценом, але той здався Печеріну не досить радикальним; скінчив тим, що прийняв католицизм і став єзуїтом; залишив цікаві спогади; його поезії також варті уваги (були під забороною і за царату, і за радянщини); ненависть до зажерливої російської держави вилилася у знамениті рядки: «Как сладостно отчизну ненавидеть и жадно ждать ее уничиженья!» |
| Катерина Пєшкова                    | Екатерина Павловна Пешкова (до шлюбу Волжина) | Семереньки, тепер Тростянецького району Сумської області                                                           | (рос.) | КЛЭ, фах. дж. | 1876-1965; авторка мемуарів; підготувала до друку листи чоловіка (Максима Горького) до неї; головна її заслуга — праця в Політичному Червоному хресті за більшовиків (до 1937 року їй вдавалося декого врятувати чи хоча б полегшити долю) |
| Олександр Письменний                | Александр Григорьевич Письменный              | Бахмут, тепер Артемівськ Донецької області                                                                         | (рос.) | КЛЭ           | 1909-1971; прозаїк (радянський — більше нема чого додати) |
| Захарій Плавскін                    | Захарий Исаакович Плавскин                    | Маріуполь | (рос.) | КЛЭ           | 1918; літературознавець, фахівець із іспанської літератури (кваліфікації набув, зокрема, під час Громадянської війни в Іспанії, де був добровольцем; брав участь і в Другій світовій); автор ґрунтовних праць про Сервантеса, Лопе де Вегу, Аларкона, Гильєна, про латиноамериканську літературу… |
| Микола Плиско                       | Николай Гаврилович Плиско                     | Харків | (рос.) | КЛЭ           | 1903-1941; критик (зокрема, писав про Миколу Бажана); загинув у битві під Москвою |
| Андрій Подолинський                 | Андрей Иванович Подолинский                   | Київ | (рос.) | КЛЭ           | 1806-1886; поет; тематика його творів пов'язана з Україною; батько Сергія Подолинського — українського економіста, передтечі сучасної екологічної економіки |
| Ян Поліщук                          | Ян Азарович Полищук                           | Київ | (рос.) | КЛЭ           | 1921-?; радянський сатирик; писав переважно у співавторстві з Б. А. Приваловим та Б. А. Єгоровим; також автор наукових праць із теорії фейлетону та стилістики сатиричної літератури. |
| Марко Поляков                       | Марк Яковлевич Поляков                        | Вовчанськ, тепер Харківської області                                                                               | (рос.) | КЛЭ           | 1916; літературознавець; досліджував Бєлінського, але має в доробку й працю про Тараса Шевченка; заснував Незалежну академію естетики та вільних мистецтв |
| Макс Поляновський                   | Макс Леонидович Поляновский                   | Одеса | (рос.) | КЛЭ           | 1901-1977; учасник Великої Вітчизняної війни; пор війну й писав; також про Північ, Далекий Схід; співавтор Лева Кассіля («Вулиця молодшого сина») |
| Анатолій Поперечний                 | Анатолий Григорьевич Поперечный               | Нова Одеса Миколаївської області                                                                                   | (рос.) | КЛЭ           | 1934; як автор текстів радянських пісень був надзвичайно популярний, а як поет узагалі… гм… ГМ! |
| Володимир Попов                     | Владимир Фёдорович Попов                      | Харків | (рос.) | КЛЭ           | 1907-2001; радше металург, ніж прозаїк |
| Євген Поповкін                      | Евгений Ефимович Поповкин                     | село Петроострів, тоді Херсонської губернії, а тепер Новомиргородського району Кіровоградської області             | (рос.) | КЛЭ           | 1907-1968; автор відомого радянського роману «Сім'я Рубанюк» |
| Марко Поповський                    | Марк Александрович Поповский                  | Одеса | (рос.) | КЛЭ, фах. дж. | 1922-2004; за фахом військовий лікар, учасник Великої Вітчизняної війни; як і батько (див. нижче), працював значною мірою в жанрі наукової біографії, зокрема написав книгу про академіка М. Вавилова, таким чином спокутувавши провину батька за вихваляння Трохима Лисенка; також автор життєпису Луки Войно-Ясенецького; був правозахисником, емігрував, помер на чужині                                                  |
| Олександр Поповський                | Александр Данилович Поповский                 | селище Великий Токмак Катеринославської губернії, тепер місто Токмак Запорізької області                           | (рос.) | КЛЭ           | 1897-1982; драматург, автор кепської художньої прози, але також і цікавих творів у научно-художньому жанрі; хоча, знов-таки, апологет сумнозвісного академіка Лисенка… |
| Гнат Потапенко                      | Игнатий Николаевич Потапенко                  | село Федорівка Херсонської губернії                                                                                | (рос.) | КЛЭ, РП       | 1856-1929; дуже популярний свого часу прозаїк — і надзвичайно плодовитий; але славу свою пережив; приятель Чехова |
| Віра Потапова                       | Вера Потапова (Вера Аркадьевна Длигач)        | Київ | (рос.) | КЛЭ           | 1910-1992; поетеса і перекладачка; співпрацювала з Ахматовою в перекладі давньоєгипетської лірики; переклала, між іншим, і «Енеїду» Котляревського; загалом помітна представниця російської перекладацької школи післявоєнної доби |
| Микола Почивалін                    | Николай Михайлович Почивалин                  | село Баничі, тепер Глухівського району Сумської області                                                            | (рос.) | КЛЭ           | 1921-1988; радянський прозаїк |
| Софія Преґель                       | София Юрьевна Прегель                         | Одеса | (рос.) | КЛЭ, СПРЗ     | 1904-1972; емігрантська поетка |
| Іван Приблудний                     | Иван Приблудный (Яков Петрович Овчаренко)     | слобода Безгинівка Харківської губернії, тепер, імовірно, село Безгинове Новоайдарського району Луганської області | (рос.) | КЛЭ           | 1905-1937; поет; репресований |
| Михайло Пустинін                    | Михаил Яковлевич Пустынин                     | Одеса | (рос.) | КЛЭ           | 1884-1966; поет |

## Р
| Р                   |                                                    | |        |               | |
| Леонід Равич        | Леонид Осипович Равич                              | Єлизаветград, тепер Кіровоград                                                                         | (рос.) | КЛЭ           | 1908-1957; поет |
| Орина Радунська     | Ирина Львовна Радунская                            | Луганськ                                                                                               | (рос.) | КЛЭ           | 1926; авторка фантастичних та науково-популярних творів |
| Рита Райт-Ковальова | Рита Райт-Ковалёва (Раиса Яковлевна Райт-Ковалёва) | село Петрушеве Херсонської губернії, тепер Показове Добровеличківського району Кіровоградської області | (рос.) | КЛЭ, фах. дж. | 1898-1988; найбільш відома як перекладачка творів Кафки, Фолкнера, Селінджера та Воннеґута; її перекладацький доробок дуже великий, стилістичне опрацювання — досконале, хоча дещо вона вносила від себе; також мемуаристка |
| Данило Ратгауз      | Даниил Максимович Ратгауз                          | Харків                                                                                                 | (рос.) | КЛЭ, СПРЗ     | 1868-1937; емігрантський поет |
| Євген Ратнер        | Евгений Ильич Ратнер                               | Харків                                                                                                 | (рос.) | КЛЭ           | 1911; автор пропагандивних виробничих нарисів |
| Василь Регінін      | Василий Александрович Регинин                      | Біла Церква                                                                                            | (рос.) | КЛЭ           | 1883-1952; журналіст, драматург, автор лібрето оперет |
| Соломон Рейсер      | Соломон Абрамович Рейсер                           | Київ                                                                                                   | (рос.) | КЛЭ, фах. дж. | 1905-1989; бібліограф і літературознавець, викривач багатьох літературознавчих міфів, автор ґрунтовної монографії «Палеография и текстология нового времени» |
| Олександр Рекемчук  | Александр Евсеевич Рекемчук                        | Одеса                                                                                                  | (рос.) | КЛЭ, фах. дж. | 1927; цікавий прозаїк-шістдесятник |
| Йосип Рєзник        | Осип Сергеевич Резник                              | Одеса                                                                                                  | (рос.) | КЛЭ           | 1904-?; літературознавець |
| Раїса Рєзник        | Раиса Азарьевна Резник                             | Одеса                                                                                                  | (рос.) | КЛЭ           | 1915-1995; літературознавиця |
| Ілля Рєпін          | Илья Ефимович Репин                                | Чугуїв                                                                                                 | (рос.) | КЛЭ, фах. дж. | 1844-1965; живописець, також мемуарист |
| Анатолій Рибаков    | Анатолий Наумович Рыбаков                          | Чернігів                                                                                               | (рос.) | КЛЭ, фах. дж. | 1911-1998; прозаїк, який урятувався від сталінського терору (був репресований на початку 1930-х), пробився до літератури ще до відлиги, став автором популярних повістей для юнацтва («Кортик» та інші), в добу застою зумів відобразити фактично заборонену тему Голокосту («Важкий пісок»), а особливо відзначився в добу Перебудови («Діти Арбата» та подальші романи з цього циклу) |
| Надія Рикова        | Надежда Януарьевна Рыкова                          | Симферополь                                                                                            | (рос.) | КЛЭ,          | 1901-1996; перекладачка і літературознавиця; мемуаристка |
| Євген Рисс          | Евгений Самойлович Рысс                            | Харків                                                                                                 | (рос.) | КЛЭ           | 1908-1973; прозаїк і драматург; писав переважно для юнацтва; значне місце в його творчості займає пригодницька тематика |
| Орина Роднянська    | Ирина Бенционовна Роднянская                       | Харків                                                                                                 | (рос.) | КЛЭ, фах. дж. | 1935; критикиня і літературознавиця; відзначається широким колом зацікавлень: писала і про російських класиків, і про слов'янофілів, і про сучасних західноєвропейських прозаїків, і про філософів першої половини XX століття |
| Семен Родов         | Семён Абрамович Родов                              | Херсон                                                                                                 | (рос.) | КЛЭ           | 1893-1968; поет і літературний критик; як провідний ідеолог журналу «На посту» відзначився «голобельною» критикою всього талановитого, але нам цікавий не тільки цим, але й тим, що перекладав з української (також з білоруської, їдишу та інших мов) |
| Михайло Рудерман    | Михаил Исаакович Рудерман                          | Харків                                                                                                 | (рос.) | КЛЭ           | 1905-1984; поет, автор знаменитої «Пісні про тачанку» (на жаль, в ній геніальний винахід Нестора Івановича подається як більшовицький) |
| Іван Рядченко       | Иван Иванович Рядченко                             | Одеса                                                                                                  | (рос.) | КЛЭ           | 1924-1997; поет, драматург, кіносценаріст, моряк |

## С
| С                      |                                                       | |                |               | |
| Володимир Савельєв     | Владимир Семёнович Савельев                           | Полтава | (рос.)         | КЛЭ           | 1934-1998; поет |
| Борис Савінков         | Борис Викторович Савинков (В. Ропшин)                 | Харків | (рос.)         | КЛЭ, фах. дж. | 1879-1925; терорист, організатор убивств міністра Плеве, князя Сергія Олександровича; як літератор був близький до декадансу; вірші його позначені впливом Зінаїди Гіппіус; серед прози виділяються повісті «Кінь блідий» та «Кінь вороний», роман «Те, чого не було», де добре показано боротьбу проти тиранії царизму та більшовизму                                                                    |
| Роман Самарін          | Роман Михайлович Самарин                              | Харків | (рос.)         | КЛЭ           | 1911-1974; літературознавець, фахівець із англійської літератури |
|                        | Сатуновский Ян                                        | |                |               | |
| Вадим Сафонов          | Вадим Андреевич Сафонов                               | Керч | (рос.)         | КЛЭ           | 1904-2000; прозаїк, за фахом біолог; автор науково-художньої прози, історичних романів та повістей, спогадів про Данила Андрєєва, книги дорожніх записів «Дзвін Говерли», документальної повісті про Т. Шевченка та М. Щепкіна; почесний громадянин Керчі |
| Святослав Сахарнов     | Святослав Владимирович Сахарнов                       | Артемівськ, тепер Донецької області | (рос.)         | КЛЭ           | 1923-2010; військовий моряк і письменник-марініст; починав з «Морських казок», де вдало поєднав потішні та пізнавальні мотиви, пізніше писав казки й про мешканців суходолу; за особистим проханням Індіри Ганді переказав фрагменти «Рамаяни»; єдиний роман для дорослих — «Камікадзе» — написано на основі знайомства з японським льотчиком-смертником (Сахарнов воював від 1941 аж до розгрому Японії) |
| Аркадій Сахнін         | Аркадий Яковлевич Сахнин                              | Луганськ | (рос.)         | КЛЭ           | 1910-1999; прозаїк та публіцист |
| Ігор Сац               | Игорь Александрович Сац                               | Чернігів | (рос.)         | КЛЭ           | 1903-1980; літературний критик |
| Михайло Свєтлов        | Михаил Аркадьевич Светлов                             | Катеринослав, тепер Дніпропетровськ | (рос.)         | КЛЭ, фах. дж. | 1903-1964; поет, автор славетної «Гренади»; обдарований і дотепний, він навряд чи сумнівався в комуністичних ідеалах, але до конкретної комуністичної влади ставився саркастично; також відомий як драматург та перекладач (зокрема, українських поетів) |
| Олексій Свирський      | Алексей Иванович Свирский                             | Петербург, але за деякими іншими відомостями — Житомир | (рос.)         | КЛЭ           | 1865-1942; прозаїк, автор зворушливих повістей про люмпен-пролетаріїв |
| Олексій Селивановський | Алексей Павлович Селивановский                        | Ольгопіль, тепер Чечельницького району Вінницької області | (рос.)         | КЛЭ           | 1900-1938; літературний критик |
| Ілля Сельвинський      | Илья (Карл) Львович Сельвинский                       | Симферополь | (рос.)         | КЛЭ           | 1899-1968; видатний поет-конструктивіст, великий експериментатор у царині форми; учасник Другої світової війни (важко поранений) |
| Іван Сергєєв           | Иван Владимирович Сергеев                             | село Біле, тепер селище Лутугинського району Луганської області | (рос.)         | КЛЭ           | 1903-1964; прозаїк, географ; есперантист |
| Марко Сергєєв          | Марк Сергеев (Марк Давидович Гантваргер)              | Єнакієве | (рос.)         | КЛЭ           | 1926-1997; поет і прозаїк; писав переважно для дітей та підлітків; автор фантастичних повістей, а також краєзнавчих розвідок |
| Петро Сергєєнко        | Пётр Алексеевич Сергеенко                             | Іванівка Слов'яносербського повіту Катеринославської губернії (тепер Антрацитівського району Луганської області) | (рос.)         | КЛЭ           | 1854-1930; співучень Чехова по гімназії; писав різне — дуже різне: фейлетоніст, драматург, романіст, біограф Лева Толстого… |
| Олена Серебровська     | Елена Павловна Серебровская                           | Харків | (рос.)         | КЛЭ           | 1915-2003; поетка; прозаїкиня; досліджувала й оспівувала Бєлінського; закінчила життя переконаною комуністкою |
| Ігор Серебряков        | Игорь Дмитриевич Серебряков                           | Сартана Донецької області | (рос.)         | КЛЭ           | 1917-1998; індолог, перекладач, літературознавець |
| Галина Серебрякова     | Галина Иосифовна Серебрякова                          | Київ | (рос.)         | КЛЭ           | 1905-1980; прозаїкиня; репресована, після чого писала далі біографічні книжки про Маркса |
| Марко Серебрянський    | Марк Исаакович Серебрянский                           | Єлисаветград, тепер Кіровоград | (рос.)         | КЛЭ           | 1901-1941; літературний критик, літературознавець |
| Дмитро Сильчевський    | Дмитрий Петрович Сильчевский                          | Ніжин | (рос.)         | КЛЭ           | 1851-1919; бібліограф і публіцист |
| Сергій Синегуб         | Сергей Силыч Синегуб                                  | Привілля, тепер Дніпропетровської області | (рос.)         | КЛЭ           | 1851-1907; поет, революціонер-народник |
| Василь Сиповський      | Василий Васильевич Сиповский                          | Київ | (рос.)         | КЛЭ           | 1872-1930; літературознавець; про Пушкіна писав; член-кореспондент Петербурзької академії наук |
| Ніна Сігал-Жирмунська  | Нина Александровна Сигал-Жирмунская                   | Одеса | (рос.)         | КЛЭ           | 1919; досконала літературознавиця і перекладачка; фахівчиня з французької літератури |
| Моріс Сімашко          | Морис Симашко (Морис Давидович Шамис)                 | Одеса | (рос.)         | КЛЭ           | 1924-2000; автор надзвичайно цікавої історичної прози, яка була сповнена натяків на реалії радянської сучасності; також на матеріалі власного досвіду написав повість про штрафбат «Гу-га» |
| Микола Сказбуш         | Николай Сказбуш (Николай Иосифович Акулов)            | Харків | (рос.)         | КЛЭ           | 1903-1989; радянський прозаїк; писав переважно для дітей |
| Аполлон Скальковський  | Аполлон Александрович Скальковский, Apollo Skalkowski | Житомир | (рос.), (пол.) | фах. дж.      | 1808-1899; історик (досить антиукраїнських поглядів, але опублікував багато цінних історичних джерел), також прозаїк |
| Григорій Скульський    | Григорий Михайлович Скульский                         | Миргород | (рос.)         | КЛЭ           | 1912-1987; прозаїк; помітний представник російськомовної літератури Естонії |
| Лев Славін             | Лев Исаевич Славин                                    | Одеса | (рос.)         | КЛЭ           | 1896-1984; прозаїк, драматург, автор славетної п'єси «Інтервенція»; учасник Першої світової війни |
| Борис Слуцький         | Борис Абрамович Слуцкий                               | Слов'янськ | (рос.)         | КЛЭ, фах. дж. | 1919-1986; видатний поет; учасник Другої світової війни (був тяжко поранений); 1958 року виступив із засудженням Бориса Пастернака, але пізніше відчув каяття з цього приводу, тяжко переживав (подейкували навіть, що саме це спричинялося до його важкої нервової недуги після 1977) |
| Ярослав Смєляков       | Ярослав Васильевич Смеляков                           | Луцьк | (рос.)         | КЛЭ, фах. дж. | 1913-1972; популярний і серйозний поет; тричі був репресований (1934—1938, 1941—1944, 1951—1955), що, однак, не мало особливого впливу на його творчість; перекладав з української |
| Сергій Смирнов         | Сергей Васильевич Смирнов                             | Ялта | (рос.)         | КЛЭ           | 1913—1993; поет, автор цілком радянських «ідеологічно витриманих» віршів, але також оригінальний і дотепний пародист |
| Олександра Смирнова    | Александра Осиповна Смирнова (урождённая Россет)      | Одеса | (рос.)         | РП, КЛЭ       | 1810-1882; відома мемуаристка |
| Сергій Снєгов          | Сергей Снегов (Сергей Александрович Штейн)            | Одеса | (рос.)         | КЛЭ           | 1910-1994; прозаїк; двадцять років перебував у таборах та на засланні; найбільше відомий як фантаст (трилогія «Люди як боги») |
| Борис Соколов          | Борис Матвеевич Соколов                               | Ніжин | (рос.)         | КЛЭ           | 1889-1930; етнограф, фольклорист, літературознавець; брат-близнюк академіка Юрія Соколова; був директором Музею народів СРСР у Москві |
| Юрій Соколов           | Юрий Матвеевич Соколов                                | Ніжин | (рос.)         | КЛЭ           | 1889-1941; фольклорист і літературознавець; академік АН УРСР; разом із братом-близнюком Борисом зібрав багато фольклорних матеріалів, але, на жаль, не стільки в Україні, як у колишній Новгородській губернії |
| Наталя Соколова        | Наталия Викторовна Соколова                           | Одеса | (рос.)         | КЛЭ           | 1916-2002; прозаїкиня, літературна критикиня |
| Володимир Соловйов     | Владимир Александрович Соловьёв                       | Суми | (рос.)         | КЛЭ           | 1907-1978; автор віршованих п'єс на історичні теми; також перекладач |
| Цезар Солодар          | Цезарь Самойлович Солодарь                            | Вінниця | (рос.)         | КЛЭ, фах. дж. | 1909-1992; драматург, поет, сатирик; представник суто радянського мімікрійного типу «єврей-антисіоніст» |
| Євген Солонович        | Евгений Михайлович Солонович                          | Сімферополь | (рос.)         | КЛЭ           | 1933; видатний перекладач з італійської |
| Орест Сомов            | Орест Михайлович Сомов                                | Вовчанськ | (рос.)         | КЛЭ           | 1793-1833; прозаїк, критик, журналіст; безпосередній попередник Гоголя в освоєнні української тематики російською літературою; був близький до декабристів |
| Віктор Соснора         | Виктор Александрович Соснора                          | Алупка | (рос.)         | КЛЭ, фах. дж. | 1936; поет, прозаїк; один із найяскравіших представників російського поетичного авангарду |
| Сергій Спаський        | Сергей Дмитриевич Спасский                            | Київ | (рос.)         | КЛЭ           | 1898-1956; поет, прозаїк, лібретист, перекладач; різку критику зустріла його повість про Олександра Ульянова — терориста, старшого брата Леніна |
| Іван Стаднюк           | Иван Фотиевич Стаднюк                                 | Кордишівка Вінницького району й Вінницької області (в КЛЭ вказано, що Вороновицького району, але то аберація: в 1920 районів ще не існувало, були повіти, а Вороновицький дійсно існував (і Кордишівка таки входила до нього), але був скасований у п'ятдесяті роки) | (рос.)         | КЛЭ           | 1920-1994; радянський прозаїк; запеклий сталініст |
| Микола Стальський      | Николай Стальский (Николай Павлович Жайворонков)      | Харків | (рос.)         | КЛЭ           | 1909-1972; літературний критик, перекладач |
| Костянтин Станюкович   | Константин Михайлович Станюкович                      | Севастополь | (рос.)         | КЛЭ           | 1843-1903; прозаїк; найвідоміший з російських мариністів; син адмірала |
| Юрій Стеклов           | Юрий Стеклов (Юрий Михайлович Нахамкис)               | Одеса | (рос.)         | КЛЭ           | 1873-1941; публіцист і більшовицький діяч; репресований |
| Микола Степанов        | Николай Леонидович Степанов                           | Ялта | (рос.)         | КЛЭ           | 1902-1972; літературознавець |
| Олександр Степанов     | Александр Николаевич Степанов                         | Одеса | (рос.)         | КЛЭ           | 1892-1965; прозаїк, автор роману «Порт-Артур» (тобто теж, уявіть собі, мариніст!) |
| Микола Стороженко      | Николай Ильич Стороженко                              | село Ржавець Харківського району Харківської області | (рос.)         | КЛЭ           | 1836-1906; літературознавець |
| Вадим Стрєльченко      | Вадим Константинович Стрельченко                      | Херсон | (рос.)         | КЛЭ           | 1912-1942; поет; загинув у битві за Москву |
| Михайло Сухомлинов     | Михаил Иванович Сухомлинов                            | Харків | (рос.)         | КЛЭ           | 1828-1901; філолог, академік |

## Т
| Т                                              |                                                                                           |                                                                       |        |               | |
| Марко Талов                                    | Марк Владимирович Талов                                                                   | Одеса                                                                 | (рос.) | КЛЭ           | 1892-1969; поет, перекладач; замолоду, служивши в москалях, дезертував і втік через кордон до Парижу, де був францисканським монахом, а повернувся вже за більшовиків |
| Арсеній Тарковський                            | Арсений Александрович Тарковский                                                          | Єлисаветград, тепер Кіровоград                                        | (рос.) | КЛЭ           | 1907-1989; поет, перекладач |
| Марко Тарловський                              | Марк Ариевич Тарловский                                                                   | Єлисаветград, тепер Кіровоград                                        | (рос.) | КЛЭ           | 1902-1952; поет, перекладач |
| Олексій Тверяк                                 | Алексей Тверяк (Алексей Артамонович Соловьёв)                                             | Волинська губернія                                                    | (рос.) | КЛЭ           | 1900-1937; прозаїк; писав переважно про село; репресований |
| Тетяна Тесс                                    | Татьяна Тэсс (Татьяна Николаевна Сосюра)                                                  | Одеса                                                                 | (рос.) | КЛЭ           | 1906-1983; прозаїкиня і дуже популярна свого часу публіцистка |
| Теффі                                          | Тэффи (Надежда Александровна Лохвицкая)                                                   | маєток у Волинській губернії                                          | (рос.) | КЛЭ           | 1872-1952; прозаїкиня |
| Леонід Трауберґ                                | Леонид Захарович Трауберг                                                                 | Одеса                                                                 | (рос.) | КЛЭ           | 1902-1990; кінодраматург |
| Семен Трегуб                                   | Семён Адольфович Трегуб                                                                   | Ромни                                                                 | (рос.) | КЛЭ           | 1907-1975; літературний критик, приятель відомого Миколи Островського                                                                                                 |
| Володимир Тренін                               | Владимир Владимирович Тренин                                                              | Єлизаветград, тепер Кірогвоград                                       | (рос.) | КЛЭ           | 1904-1941; критик, літературознавець, фахівець з творчості Маяковського; загинув на фронті                                                                            |
| Костянтин Треньов                              | Константин Андреевич Тренёв                                                               | хутір Ромашове Харківської губернії                                   | (рос.) | КЛЭ           | 1876-1945; дуже відомий свого часу драматург, автор славнозвісної «Любови Ярової»                                                                                     |
| Тамара Трифонова                               | Тамара Казимировна Трифонова                                                              | містечко Кача, тепер селище Сімферопольського району АРК              | (рос.) | КЛЭ           | 1904-1962; літературознавиця |
| Йосип Тронський                                | Иосиф Моисеевич Тронский                                                                  | Одеса                                                                 | (рос.) | КЛЭ           | 1897-1970; філолог-класик, найбільший у СРСР знавець античної літератури; прізвище Троцький мусив змінити на Тронський через особливі обставини                       |
| Василь Туманський                              | Василий Иванович Туманский                                                                | село Чорториги, тепер Шевченкове Глухівського району Сумської області | (рос.) | КЛЭ           | 1800-1860; поет-романтик; був попечителем полтавської гімназії |
| брати Тур                                      | братья Тур                                                                                | село Таганча, тепер Канівського району Черкаської області, та Київ    | (рос.) | КЛЭ           | ніякі не брати, а колективний псевдонім Леоніда Давидовича Тубельського (1905—1961) та Петра Левовича Рижєя (1908—1978), популярних радянських драматургів            |
| Володимир Турбін                               | Владимир Николаевич Турбин                                                                | Харків                                                                | (рос.) | КЛЭ, фах. дж. | 1927-1993; дуже цікавий літературний критик та публіцист (крім того, наприкінці життя почав друкувати дотепну фантастичну прозу)                                      |
| Майя Туровська                                 | Майя Иосифовна Туровская                                                                  | Харків                                                                | (рос.) | КЛЭ           | 1924; кінокритикиня, літературна критикиня, співавторка сценарію фільму «Звичайний фашизм»                                                                            |
| Георгій Тушкан                                 | Георгий Павлович Тушкан                                                                   | Полтава                                                               | (рос.) | КЛЭ           | 1906-1965; автор гостросюжетних прозаїчних творів; хрещеник Дмитра Яворницького; мати була далекою родичкою Гоголя, а батько позував Рєпіну для «Запорожців»          |
| Іван та Олександра Тхоржевські (Іван-та-Мар'я) | Иван Феликсович и Александра Александровна Тхоржевские (спільний псевдонім Иван-да-Марья) | Севастополь і Одеса                                                   | (рос.) | КЛЭ           | 1843-1910 і 1856—1933; поети-перекладачі |

## У
| У           |                        |        |        |                                                     | |
| Віктор Урін | Виктор Аркадьевич Урин | Харків | (рос.) | КЛЭ, [Архівовано 26 жовтня 2013 у Wayback Machine.] | 1924-2004; поет (в 14 років, після виходу в Харкові першої поетичної книжки, його називали Моцартом російської поезії); вісімнадцяти років репресований, через рік потрапив на фронт, був поранений при форсуванні Дніпра; в сімдесяті роки емігрував до Сполучених Штатів |

## Ф
| Ф                  |                                              | |                        |               | |
| Зиновій Фазін      | Зиновий Фазин (Зиновий Исаакович Факторович) | Київ | (рос.)                 | КЛЭ           | 1906-?; дитячий письменник комуністично-патріотичного спрямування |
| Віктор Фет         | Виктор Яковлевич Фет                         | Кривий Ріг | (рос.)                 | фах. дж.      | 1955; поет, представник так званої «наукової поезії»; також фахівець із зоології безхребтових, один з провідних знавців фауни скорпіонів у всьому світі |
| Михайло Філіппов   | Михаил Михайлович Филиппов                   | село Вікнине Звенигородського повіту Київської губернії, тепер Катеринопільського району Черкаської області         | (рос.)                 | КЛЭ           | 1858-1903; вчений надзвичайно широкого профілю: залишив дослідження у галузях математики, природознавства, хімії, економіки, соціології, філософії; також літературний критик і автор роману «Обложений Севастополь»; загинув під час експерименту у своїй лабораторії |
| Езра Фінінберґ     | ?                                            | Умань | (їдиш), (івр.), (рос.) | КЕЭ, КЛЭ      | 1899-1946; поет і драматург; один з класиків єврейської (їдиш) дитячої літературі; перекладав Михайла Коцюбинського; помер від важкого поранення, отриманого на фронті; по батькові — Йосифович                                                                        |
| Віктор Фінк        | Виктор Григорьевич Финк                      | Одеса | (рос.)                 | КЛЭ           | 1888-1973; прозаїк і перекладач; під час Першої світової війни воював у Іноземному легіоні, про що написав популярний свого часу роман (перекладений багатьма мовами)                                                                                                  |
| Геннадій Фіш       | Геннадий Семёнович Фиш                       | Одеса | (рос.)                 | КЛЭ           | 1903-1971; поет, прозаїк, перекладач, кіносценарист, автор науково-популярних нарисів, а також нарисових книжок про країни Скандинавії; брав участь у радянсько-фінській війні                                                                                         |
| Володимир Фоменко  | Владимир Дмитриевич Фоменко                  | Чернігів | (рос.)                 | КЛЭ           | 1911-1990; прозаїк соцреалістичного напрямку; під час Другої світової війни артилерійський офіцер |
| Олександр Фомін    | Александр Григорьевич Фомин                  | село Гусятин, тепер Чемеровецького району Хмельницької області                                                      | (рос.)                 | КЛЭ           | 1887-1939; літературознавець і бібліограф |
| Ульріх Фохт        | Ульрих Рихардович Фохт                       | Ніжин | (рос.)                 | КЛЭ,          | 1902-1979; літературознавець; написав небагато (бо був ледачий), але підтримував нові напрямки в науці, завжди допомагав колегам; був великим життєлюбом |
| Ольга Фрейденберг  | Ольга Михайловна Фрейденберг                 | Одеса | (рос.)                 | КЛЭ, фах. дж. | 1890-1955; видатна дослідниця міфології і літератури |
| Семен Фрейліх      | Семён Израилевич Фрейлих                     | Умань | (рос.)                 | КЛЭ           | 1920; критик, мистецтвознавець (доктор мистецтвознавства), кінодраматург; учасник Великої вітчизняної війни, кавалер бойових орденів |
| Яків Фрід          | Яков Владимирович Фрид                       | Одеса | (рос.)                 | КЛЭ           | 1903-1986; літературознавець, фахівець із французької літератури |
| Георгій Фрідлендер | Георгий Михайлович Фридлендер                | Київ | (рос.)                 | КЛЭ           | 1915-1995; літературознавець, академік Російської АН, неперевершений знавець Достоєвського |
| Семен Фруґ         | Семён Григорьевич Фруг                       | колонія Бобровий Кут Херсонської губернії, тепер однойменне село Великоолександрівського району Херсонської області | (рос.)                 | КЛЭ           | 1860-1916; поет, у творчості якого помітне місце займала громадянська лірика; послідовник і навіть якоюсь мірою конкурент Надсона |

## Х
| Х                     |                                  |                                    |        |               | |
| Олександр Хазін       | Александр Абрамович Хазин        | Бердичів                           | (рос.) | КЛЭ, фах. дж. | 1912-1976; поет і драматург; автор славетного пародійного «Повернення Онегіна», за яке зазнав гонінь від сталінського поплічника Жданова                                                                                           |
| Йосип Халіфман        | Иосиф Аронович Халифман          | Могилів-Подільський                | (рос.) | КЛЭ           | 1902-1988; автор виняткових науково-художніх творів про комах (бджіл, мурах, джмелів, термітів) |
| Юрій Ханютін          | Юрий Миронович Ханютин           | Харків                             | (рос.) | КЛЭ           | 1929-1978; кінодраматург і критик |
| Микола Харджієв       | Николай Иванович Харджиев        | Каховка                            | (рос.) | КЛЭ           | 1903-1996; видатний літературознавець; також виступав як прозаїк |
| Яків Хелемський       | Яков Александрович Хелемский     | Васильків                          | (рос.) | КЛЭ           | 1914-2003; поет, перекладач (українських, чеських, аварських, польських, а особливо білоруських поетів); дуже відомий як автор текстів пісень (переважно на музику Дунаєвського та Мокроусова; виконував їх понад усе Марк Бернес) |
| Михайло Херасков      | Михаил Матвеевич Херасков        | Переяслав                          | (рос.) | КЛЭ           | 1733-1807; поет і драматург (також прозаїк), найбільший представник російського класицизму |
| Олександр Хмєлик      | Александр Григорьевич Хмелик     | Алупка                             | (рос.) | КЛЭ           | 1925-2001; драматург та кіносценарист |
| Ольга Холмська        | Ольга Петровна Холмская          | Катеринослав, нині Дніпропетровськ | (рос.) | КЛЭ           | 1896-?; перекладачка; переклала російською величезний корпус творів англомовних авторів від Діккенса до Фолкнера; також перекладала з французької, писала оповідання для дітей та праці з теорії перекладу                         |
| Владислав Холшевников | Владислав Евгеньевич Холшевников | Київ                               | (рос.) | КЛЭ           | 1910-2000; літературознавець, автор досліджень у галузі віршознавства |

## Ц
| Ц                    |   | |                |     | |
| Ісраель Цинберґ      | ? | село Козачок Волинської губернії (імовірно, сучасне село Козачки Лановецького району Тернопільської області) | (рос.), (їдиш) | КЕЭ | 1873-1939; історик єврейської літератури (автор фундаментальної багатотомової монографії), публіцист; репресований, загинув у Владивостоцькому концтаборі; в російськомовному середовищі був відомий під ім'ям і по батькові Сергій Лазарович |
| Єгуда Лейб Цирельсон | ? | Козелець Чернігівської губернії                                                                              | (їдиш), (рос.) | КЕЭ | 1859-1942; рабин, громадський діяч, публіцист і релігійний письменник; забитий нацистами |

## Ч
| Ч                                           |                                             |         |        |               | |
| Михайло Червинський                         | Михаил Абрамович Червинский                 | Одеса   | (рос.) | КЛЭ           | 1911-1965; поет і драматург; працював переважно в співавторстві з В. З. Массом (зокрема вони написали лібрето оперети «Трембіта» на музику Юрія Мілютіна)                                                                                                 |
| Леонід Черкаський                           | Леонид Евсеевич Черкасский                  | Черкаси | (рос.) | КЛЭ, КЕЭ      | 1925-2003; видатний літературознавець і перекладач з китайської, один з провідних синологів у російському літературознавстві |
| Саша Чорний (Олександр Михайлович Ґлікберґ) | Саша Чёрный (Александр Михайлович Гликберг) | Одеса   | (рос.) | РЗ, СПРЗ, КЛЭ | 1880-1932; поет, яскравий сатирик, що вплинув на Маяковського, але також і лірик; відомий ще як перекладач (Гайне та ін.), а в пізній його творчості (в еміграції) значне місце посіла проза                                                              |
| Микола Чуковський                           | Николай Корнеевич Чуковский                 | Одеса   | (рос.) | КЛЭ           | 1904-1965; прозаїк, перекладач (в молоді роки також поет); значне місце серед його доробку займають біографічні повісті про мандрівників; син відомого дитячого поета й літературознавця Корнія Чуковського; учасник фінської війни та оборони Ленінграду |

## Ш
| Ш                                  |                                     |          |        |                        | |
| Олександр Шаров                    | Александр Израилевич Шаров          | Київ     | (рос.) | КЛЭ                    | 1909-1984; прозаїк, найбільш відомий як фантаст і казкар (іноді його тексти наближувалися до жанру притчі, іноді ж містили досить ризиковані натяки на радянські реалії); учасник Другої світової війни, мав ордени; за фахом біолог                                                                |
| Лазар Шерешевський                 | Лазарь Вениаминович Шерешевский     | Київ     | (рос.) | КЛЭ                    | 1926-2008; поет і перекладач (головно з литовської, але з української теж — Павло Тичина та ін.) |
| Сергій Шестериков                  | Сергей Петрович Шестериков          | Одеса    | (рос.) | КЛЭ                    | 1903-1941; літературознавець і бібліограф, фахівець із російської літератури XIX століття; загинув на фронті |
| Лев Шестов (Лев Ісакович Шварцман) | Лев Шестов (Лев Исаакович Шварцман) | Київ     | (рос.) | ФЭ, КЛЭ, КЕЭ, фах. дж. | 1866-1938; видатний філософ; значна частина його праць (особливо ранніх) поєднує літературно-критичний аналіз творів відомих письменників (Шекспір, Достоєвський, Толстой, Ібсен, Чехов тощо) з філософськими роздумами над ними; вплинув на Альбера Камю і взагалі на європейський екзистенціалізм |
| Костянтин Шильдкрет                | Константин Георгиевич Шильдкрет     | Миколаїв | (рос.) | КЛЭ                    | 1886-1965; історичний романіст (за деякими оцінками — псевдоісторичний: принаймні «першого російського авіатора» з його повісті «Крила холопа» ніколи не існувало) |
| Зінаїда Шишова                     | Зинаида Константиновна Шишова       | Одеса    | (рос.) | КЛЭ                    | 1898-1977; авторка історичних романів для юнацтва; також мемуаристка і перекладачка (з молдавської та литовської) |
| Ґустав Шпет                        | Густав Густавович Шпет              | Київ     | (рос.) | ФЭ, КЛЭ, фах. дж.      | 1879-1937; видатний філософ, літературознавець і перекладач; у своїх працях випередив досягнення пізнішої структурної поетики; відзначаються ґрунтовністю його коментарі до творів Діккенса, Теккерея, Байрона                                                                                      |
| Михайло Штительман                 | Михаил Ефимович Штительман          | Одеса    | (рос.) | КЛЭ                    | 1911-1941; прозаїк і журналіст цілком радянського штибу; загинув у битві за Москву |
| Іван Шутов                         | Иван Никитич Шутов                  | Харків   | (рос.) | КЛЭ                    | 1908-1978; прозаїк; тематично значною мірою прив'язаний до України; в радянському дусі писав про громадянську та Другу світову війну, колективізацію тощо; також автор дитячих казок |

## Щ
| Щ             |                           |          |        |          | |
| Марко Щеглов  | Марк Александрович Щеглов | Чернігів | (рос.) | КЛЭ      | 1925-1956; критик та літературознавець; від двох років був прикутий до ліжка важкою хворобою |
| Ю             |                           |          |        |          | |
| Матильда Юфіт | Матильда Иосифовна Юфит   | Київ     | (рос.) | КЛЭ      | 1909-1993; прозаїкиня; її творчість характеризувалася увагою до деталей та психологічністю; також перекладала азербайджанську, казахську та литовську прозу |
| Семен Юшкевич | Семён Соломонович Юшкевич | Одеса    | (рос.) | КЛЭ, КЕЭ | 1868-1927; прозаїк і драматург; деякі критикували його нестачу художнього смаку, але його твори дуже яскраві емоційно; особливо йому вдавалося відтворення лексичних, синтаксичних та інтонаційних особливостей їдишу засобами російської (в цьому його навіть вважають за попередника Бабеля) |

## Я
| Ім'я                                    | Ім'я рідною мовою                             | Місце народження                                      | Мова   | Джерела | Додаткова інформація |
| Я                                       |                                               |                                                       |        |         | |
| Лев Якубинський                         | Лев Петрович Якубинский                       | Київ                                                  | (рос.) | КЛЭ     | 1892-1945; лінгвіст і літературознавець; підкреслював різницю між практичним та поетичним мовленням |
| Борис Ямпольський                       | Борис Самойлович Ямпольский                   | Біла Церква                                           | (рос.) | КЛЭ     | 1912-1972; прозаїк, а також журналіст; учасник війни; публікував цілком дозволені речі, а вже посмертно виявилися більш крамольні, писані «в шухляду» |
| Ісак Ямпольський                        | Исаак Григорьевич Ямпольский                  | Київ                                                  | (рос.) | КЛЭ     | 1903-1991; літературознавець; досліджував творчість О. К. Толстого, М. Г. Пом'яловського, І. С. Тургенєва та ін. |
| Василь Ян (Янчевецький)                 | Василий Ян (Василий Григорьевич Янчевецкий)   | Київ                                                  | (рос.) | КЛЭ     | 1874-1954; педагог і історичний романіст; опублікував книгу «Виховання надлюдини» (1903), але особливо відзначився історичними повістями «Фінікійський корабель», «Вогні на могилах», «Спартак», «Молотобійці» та романами, об'єднаними в трилогію «Нашестя монголів»               |
| Олексій Яровицький                      | Алексей Яровицкий (Алексей Васильевич Корнев) | Клевань, нині Рівненського району Рівненської області | КЛЭ    | (рос.)  | 1876-1903; рано померлий наслідувач Максима Горького (алегоричні оповідання, вірші, легенди тощо) |
| Віктор Ярхо                             | Виктор Ноевич Ярхо                            | Харків                                                | (рос.) | КЛЭ     | 1920-2003; філолог-античник, фахівець із давньогрецької літератури |
| Єронім Ясинський                        | Иероним Иеронимович Ясинский                  | Харків                                                | (рос.) | КЛЭ     | 1850-1931; прозаїк: то демократ, то побутописець, то оборонець царату, то палкий прихильник радянської влади; у жанрах теж не дуже перебирав: працював журналістом, а час від часу публікував то драми, то вірші, то переклад поеми Фрідріха Енгельса; втім, спогади залишив цікаві |
| А. Ясний (Олександр Маркович Яновський) | А. Ясный (Александр Маркович Яновский)        | станція Фундукліївка                                  | (рос.) | КЛЭ     | 1903-1945; комсомольський поет; загинув на фронті |

## Виноски
1. ↑  Така форма його прізвища подана в УЛЕ; в інших джерелах, зокрема в ґрунтовній біографії письменника, написаній Лесею Степовичкою,— через і: Билінов.
2. ↑  Також писав польською та чеською.
3. ↑  Поки нерозшукано, яка саме Федорівка: в Херсонській області їх багато, а до складу Херсонської губернії входили й частини інших сучасних областей.
4. ↑  В російській вікіпедії місцем народження названо місто Курськ, але взагалі не наведено джерел.
5. ↑  Польською — переважно щоденники.